# Danh xưng hoàng gia và quý tộc Thái Lan
Tên người Thái Lan có địa vị chính trị thường bao gồm phần danh xưng và tước hiệu. Các địa vị khác nhau sẽ có danh xưng và tước hiệu khác nhau.

## Quốc vương
Thực lục triều Nguyễn ghi lại, theo đó vua Nguyễn tự xưng vua Trời (Thiên vương), còn vua nước Xiêm được xưng là vua Phật, nên ta còn gọi họ với danh xưng Phật vương. 
Các vị vua Thái Lan có tên hiệu chính thức dùng hậu tố “Maharach” (มหาราช) hoặc “Rachathirat” (ราชาธิราช), “Ramathibodi“ (รามาธิบดี) cùng “Racha” (ราชา). Trong văn nói phổ thông, thường thấy nhất gọi đức vua là “Chao” (เจ้า) hoặc “Phra Chao” (พระเจ้า), cùng “Khun Luang” (ขุนหลวง) như "Khun Luang Narai" và “Nai Luang” (ในหลวง). Các phó vương gọi là “Upparaj” (อุปราช), tục danh “Wang Na” (วังหน้า; Tiền cung), xưng "Krom Phra Ratchawang Bowon Sathan Mongkol" (กรมพระราชวังบวรสถานมงคล), riêng thời kỳ đầu Ayutthaya còn có tam vương, tức “Wang Lang” (วังหลัง), xưng "Krom Phra Ratchawang Bowon Sathan Phimuk" (กรมพระราชวังบวรสถานพิมุข). Đến tận đầu thời kỳ Rattanakosin, tước Wang Lang vẫn được vua Rama I dùng để phong cho cháu trai gọi bằng cậu của mình là Chao Pha Thong In, tức Krom Phra Anurak Devesh, nhưng từ sau khi Thong In mất, tước vị này cũng chấm dứt. 
Các Quốc vương của Thái Lan thường có hai danh xưng chính sau:
- Phrabat Somdet Phra Chao Yu Hua (tiếng Thái: พระบาทสมเด็จพระเจ้าอยู่หัว). Danh xưng này dùng khi vị Quốc vương đã làm lễ đăng quang.
- Somdet Phra Chao Yu Hua (สมเด็จพระเจ้าอยู่หัว). Danh xưng này được dùng tạm thời khi Quốc vương chưa làm lễ đăng cơ.

Ngoài ra, còn có các danh xưng khác dành cho Quốc vương nhưng nay không còn được áp dụng. Chẳng hạn như:
- Phra Rama (พระราม) mà Rama III từng dùng và có giả thuyết rằng cách người phương Tây gọi vua Xiêm là Rama bắt nguồn từ danh xưng này.
- Phra Ratchakan (Ratchakan (รัชกาล) nghĩa là người cai trị và Phra (พระ) dùng để tăng thêm sự tôn kính thành Đấng cai trị). Sau danh xưng Phra Ratchankan có thể thêm con số để thể hiện thế hệ đấng cai trị thứ bao nhiêu. Như Rama VI được gọi là Phra Ratchakan Hok (Hok là 6).
- Baramin (ปรมินทร์) hoặc Baramen (ปรเมนทร์). Là danh xưng do vua tự xưng hoặc dùng khi ký, đặt sau tên của Quốc vương. Các Rama II, IV, VI, VIII dùng danh xưng Baramen. Các Rama I, III, V, VII, IX dùng danh xưng Baramin.
- Somdet Phra (สมเด็จพระ) là danh xưng để gọi các Quốc vương nước ngoài hoặc Quốc vương triều trước (trước triều Chakri).
- Somdet Chakrabat Phra (สมเด็จจักรพรรดิ์พระ) là danh xưng để gọi Nhật hoàng, Hoàng đế Trung Hoa, v.v...

## Nội cung của nhà vua[1]

### Vương hậu (Phra Akkara Mahesi)
Tại Thái Lan, nhân vật cao cấp thường sẽ sử dụng tiền tố xưng hô, sau là tên - bao gồm tên riêng hoặc phong hiệu, từ thời Rattanakosin, nhà Chakri lại chế thêm hậu tố xưng hô cho thêm phần trang trọng, nhưng thường bị lược bỏ. Các hậu phi được gọi chung là “Phra Phraya Chao” (พระภรรยาเจ้า) hoặc “Phra Mahesi” (พระมเหสี), “Rajini” (ราชินี), riêng bậc hậu có từ “Phra Phanwassa” (พระพันวัสสา) cùng “Phra Akkhara Mahesi” (พระอัครมเหสี). Về tiền tố xưng hô, bậc hậu sẽ có cơ hội dùng cụm "Somdet" (สมเด็จ) tương tự như các bà vương mẫu, còn bậc phi là “Phra Nang Chao” (พระนางเจ้า) cùng một số biến thể khác, nói chung sẽ không có "Somdet" nhằm phân biệt với các ngài hậu.
Các vương hậu cùng vương phi Thái đều được gọi chung là vương thê. Đa phần các bà hậu phi này đều là vợ của nhà vua từ khi chưa lên ngôi, xuất thân vương thất, hoặc là công chúa có dòng máu thuần khiết, tức cả cha mẹ đều là hậu duệ vương thất, hoặc là con gái các vị quốc chủ.
Vào thời các vua Rama I và II, các ngài không chỉ định ai vào vị trí vương thê. Dưới thời Rama I, bởi cố sự mâu thuẫn hôn nhân khi trước dẫn đến việc ly thân của ông với vợ là bà Thanpuying Nak, nên ông không phong bất kì danh hiệu nào cho bà khi lên ngôi, mọi sự vụ trong nội cung ông giao cho bà Chao Chom Waen (còn gọi Khamwaeng), một người cung tần được ông sủng ái, quản lý. Thời vua Rama II, ông có hai người vợ, người đầu là Chao Pha Bunrod và người sau là Chao Pha Kunthon Thipphayawadi, cả hai người trong suốt thời vua Rama II cũng không nhận được danh hiệu nào. Tuy xét về thân phận, Chao Pha Bunrod địa vị thấp hơn Chao Pha Kunthon Thipphayawadi (do bà Bunrod chỉ là em họ của đức vua, bà Kunthon là em gái cùng cha với ông), nhưng theo tương quan ghi nhận thì địa vị của bà Kunthon cũng không ưu việt hơn so với bà Bunrod, và cũng chỉ có bà Bunrod được người trong cung gọi bằng danh xưng "Somdet Phra Phanwassa" vốn chỉ dùng cho các ngài Hậu. Có thể nói, việc công nhận thân phận hay ban danh hiệu cho ai đều hoàn toàn nằm ở thánh ý và sự sủng ái cá nhân từ phía các ngài Phật vương.
Thời vua Rama III ông không để ai tiếp nhận vị trí chính thê mà chỉ có các bà cung tần. Thời vua Rama IV, 3 người vợ chính của ông chỉ có 2 người nhận danh hiệu vương thê, lần lượt là bà nguyên phối Somanass Waddhanawathy với danh hiệu "Somdet Phranang Nat Boromma Akkarajadevi" (สมเด็จพระนางนาฏบรมอัครราชเทวี) và bà kế thê Ramphoei Phamaraphirom với danh hiệu "Somdet Phranang Nat Rajadevi" (สมเด็จพระนางนาถราชเทวี). Riêng Mom Chao Phannarai, mặc dù bà được đảm nhận tư cách chính thê sau khi chị mình, bà Ramphoei qua đời, nhưng cuối cùng suốt cuộc đời bà vẫn không được nhận tước vị của một vương thê. Thời vua Rama V, Mom Chao Phannarai được ông nâng lên thành "Phra Ong Chao Phannarai".
Từ thời vua Rama VI xuất hiện vương hậu và vương phi không thuộc vương thất, là bà Indrasakdi Sachi. Từ vị trí cung tần với danh hiệu "Phra Inthranee", bà được nâng thành vương phi, và sau đó là vương hậu của vua Rama VI, trở thành người duy nhất được nhận ngôi hậu thời Rama VI. Tuy vậy, sau hơn 2 năm ở ngôi hậu, bà bị hàng vị xuống thành vương phi với danh hiệu "Somdet Phra Nangchao Indrasakdi Sachi Phra Vorarach Chaya" vì hành động ghen tuông làm phật ý đức vua.
Kể từ thời vua Rama V đến hiện tại, các Vương hậu Thái Lan có các danh xưng là:
- Somdet Phra Nangchao...Phra Boromma Rajininat (สมเด็จพระบรมราชินีนาถ): Đây là danh xưng cao nhất, dành cho các ngài hậu từng được nhiếp chính, trong lịch sử đến nay có 2 người nhận danh hiệu này là bà Saovabha Phongsri (vợ vua Rama V, mẹ hai vua Rama VI và Rama VII) và bà Sirikit (vợ vua Rama IX, mẹ vua Rama X).

- Somdet Phra Nangchao...Phra Boromma Rajini (สมเด็จพระบรมราชินีนาถ): Danh hiệu chính thức dành cho các ngài hậu, được dùng kể từ thời vua Rama V.

- Somdet Phra Rajini: Đây là danh xưng tạm thời cho Vương hậu khi Quốc vương chưa làm lễ đăng quang. Tuy nhiên, danh xưng này chỉ mới có gần đây, dùng cho Vương hậu Sirikit (vợ vua Rama IX) cùng Vương hậu Suthida (vợ vua Rama X) khi hai vị Phật vương chưa làm lễ đăng quang. Riêng thời vua Rama VII, vợ của ông là bà Rambhai Barni lại nhận danh xưng "Mom Chao Rambhai Barni Phra Vorarach Chaya" trước khi ông làm lễ đăng quang.

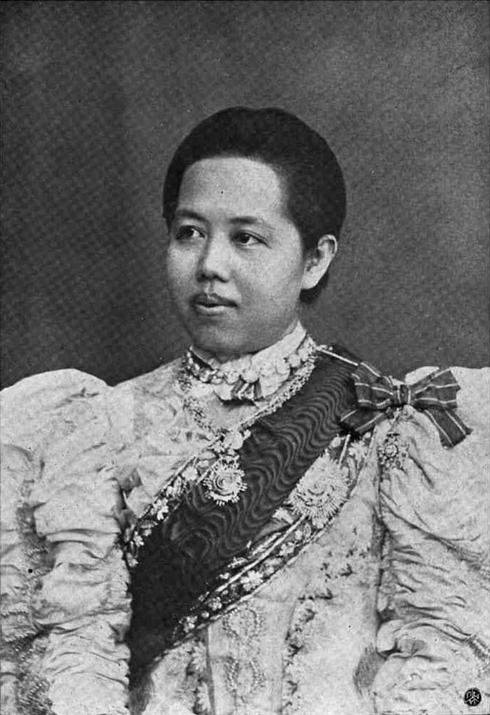
Somdet Phra Nangchao Sri Bajarindra Phra Boromma Rajininat, nhiếp chính dưới thời vua Rama V
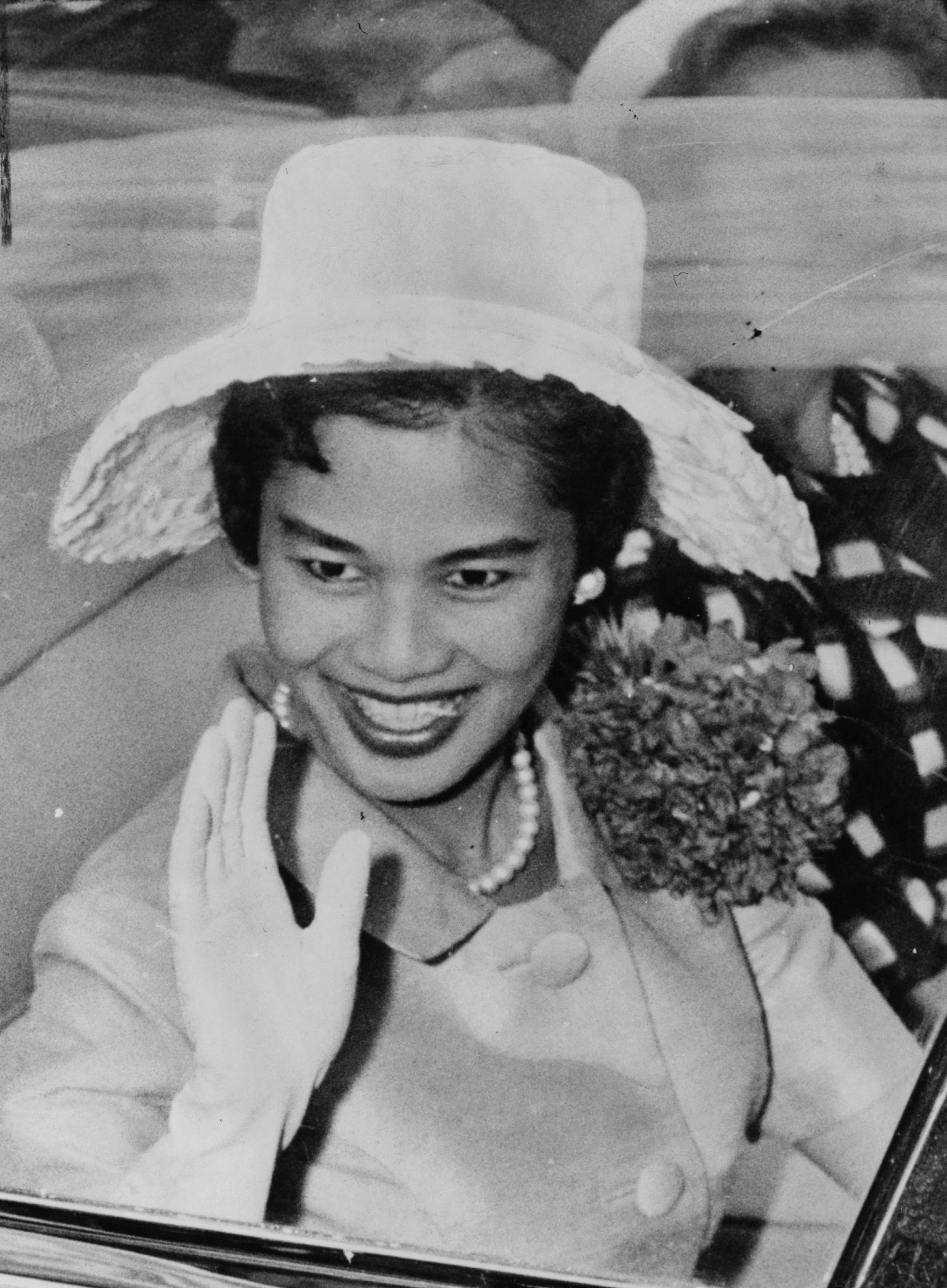
Somdet Phra Nangchao Sirikit Phra Boromma Rajininat, nhiếp chính dưới thời vua Rama IX

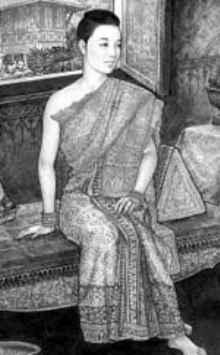
Somdet Phra Sri Suriyendra Boromma Rajini
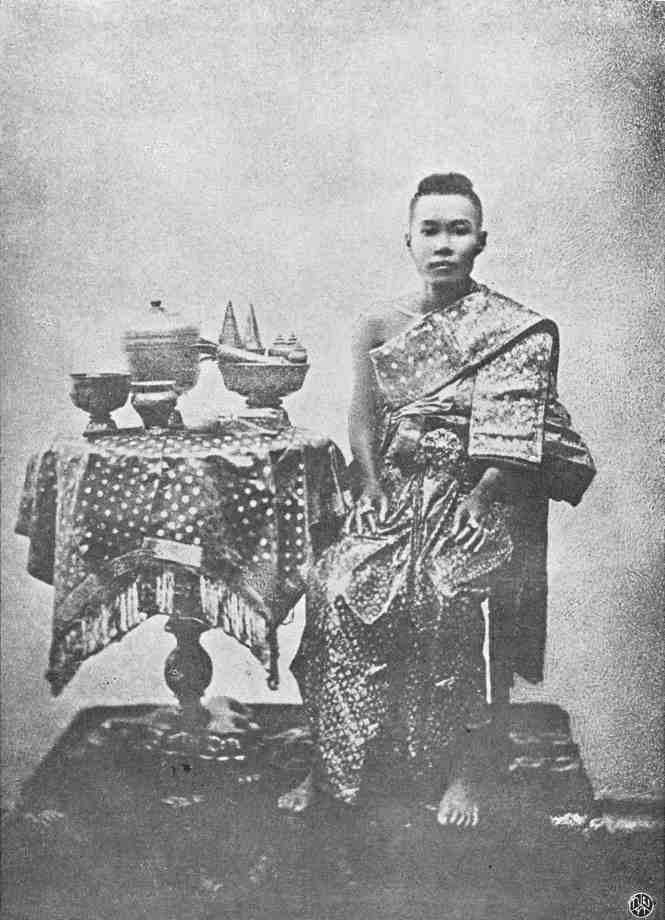
Somdet Phra Debsirindra Boromma Rajini
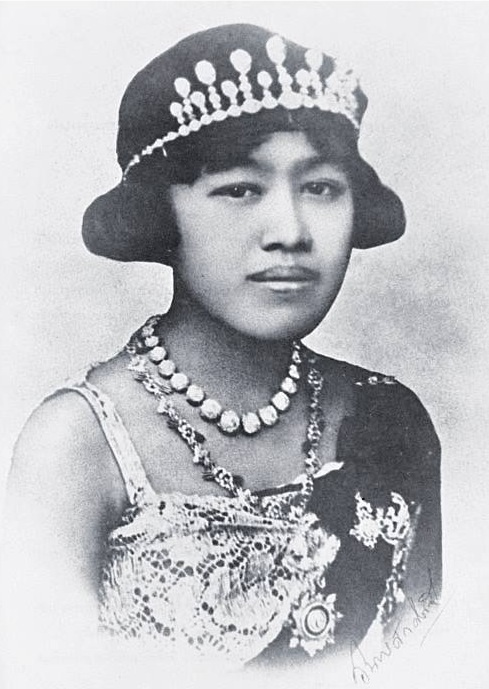
Somdet Phra Nangchao Indrasakdi Sachi Phra Boromma Rajini (Bị giáng vị vào năm 1925)
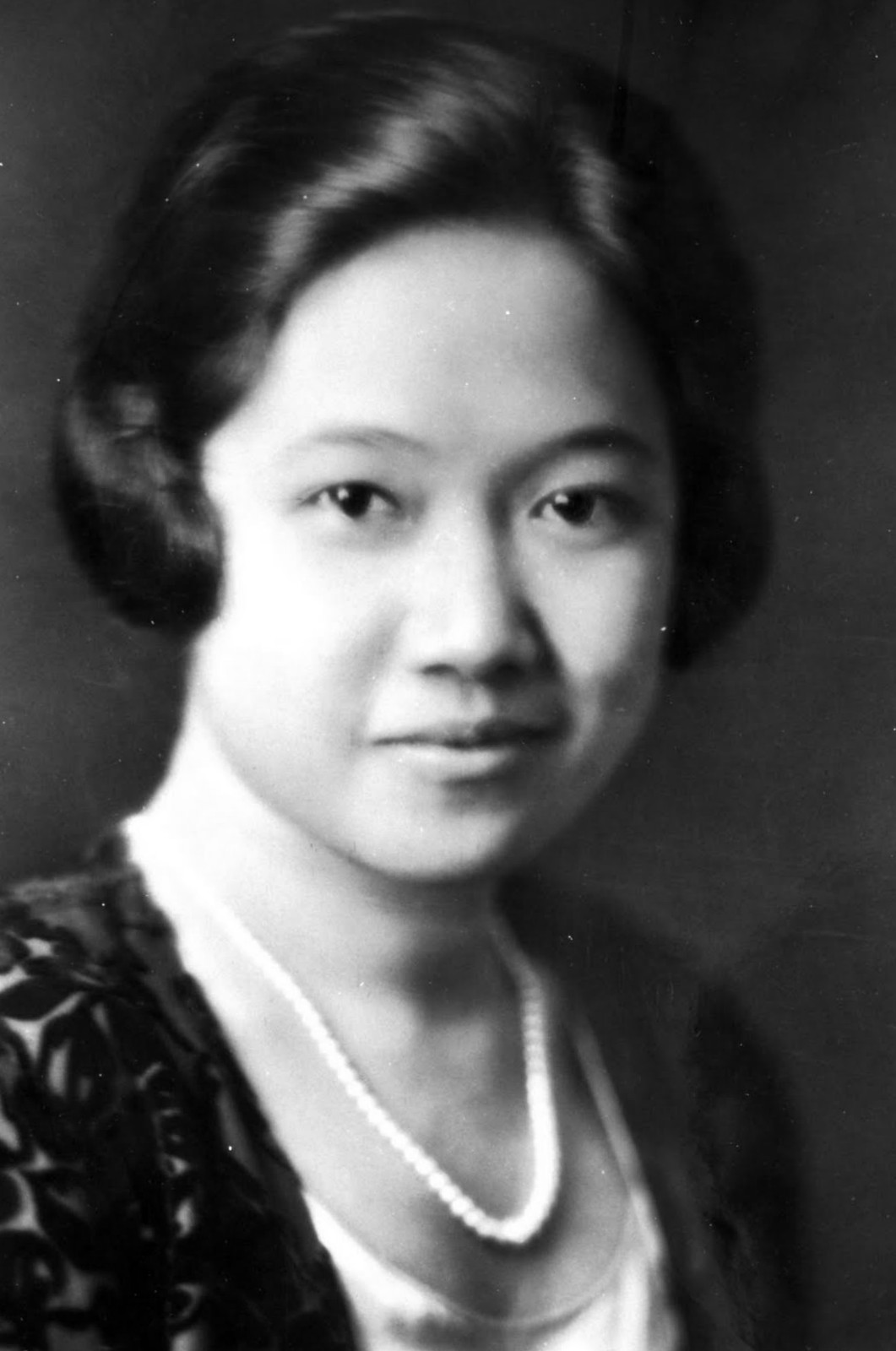
Somdet Phra Nangchao Rambhai Barni Phra Boromma Rajini

### Vương phi (Phra Mahesi)
Nếu Vương phi xuất thân là công chúa hoặc vương thân, thì xếp theo mức độ cao quý giảm dần sẽ có các danh xưng là:
- Somdet Phra Nangchao...Phra Boromma Rajadevi (สมเด็จพระบรมราชเทวี): Đây là danh xưng cao quý nhất. Trước thời Quốc vương Chulalongkorn (Rama V), danh xưng này chỉ áp dụng cho các vị Vương hậu (Phra Akkhara Mahesi). Bà Sunandha Kumariratana (với danh nghĩa truy tặng) cùng bà Savang Vadhana là hai người đầu tiên được nhận danh hiệu này.
- Somdet Phra Nangchao...Phra Akkhara Rajadevi (สมเด็จพระอัครราชเทวี): Đây là danh hiệu mà bà Saovabha Phongsri đựoc nhận, với tư cách là mẹ của tân Thái tử Xiêm, Vajiravudh. Địa vị đồng cấp với chị gái ruột của bà, Savang Vadhana, người vốn nhận danh hiệu "Somdet Phra Nangchao Phra Boromma Rajadevi" trước đó.
- Phra Nangchao Phra Rajadevi (พระนางเจ้า...พระราชเทวี) hoặc Phra Nangchao Phra Akkara Rajadevi (พระนางเจ้า...พระอัครราชเทวี)
- Phra Nang Ther (พระนางเธอ)
- Phra Akkara Chaya Ther (พระอัครชายาเธอ)
- Phra Racha Chaya (พระราชชายา), đồng cấp có Phra Vorarach Chaya (พระวรราชชายา)

Đối với vương thân, có những trường hợp các bà vương phi được hưởng danh xưng kèm với tư cách vương thân, ví dụ như Phra Akkara Chaya Ther Phra Ong Chao Saisavali Bhiromya, vương phi của vua Rama V. Vào thời Rama VII, khi ông chưa làm lễ đăng quan thì vợ ông là bà Rambhai Barni được nhận danh xưng "Mom Chao Rambhai Barni Phra Vorarach Chaya" (หม่อมเจ้ารำไพพรรณี พระวรราชชายา).Cũng có trường hợp công chúa ngoại quốc được nâng lên cấp bậc này, đó là bà Dara Rasmi, vương phi của vua Rama V. Bà vốn là công chúa của chư hầu quốc Chiang Mai, từ "Chao Chom Manda Dara Rasmi", bà được nâng thành "Chao Chom Manda Dara Rasmi Phra Racha Chaya", trở thành người thứ 5 trong năm bà vương thê cuối thời Rama V (lần lượt theo thứ tự địa vị từ cao đến thấp: Saovabha Phongsri, Savang Vadhana, Sukhumala Marasri, Saisavali Bhiromya và Dara Rasmi)

Ba chị em ruột nhà Ladavalya cùng là Phra Akkara Chaya Ther dưới thời vua Rama V
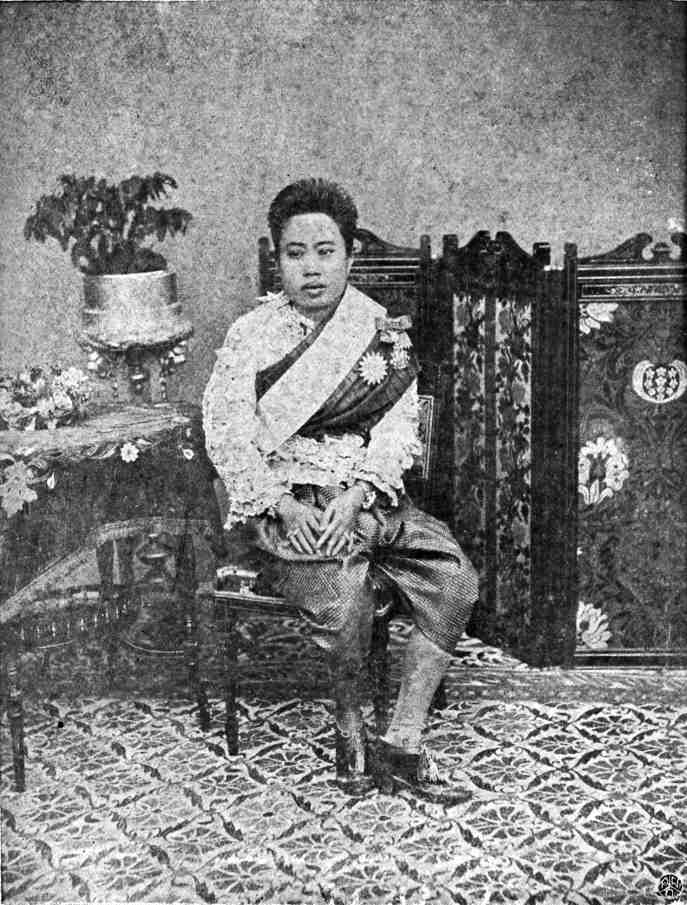
Phra Akkara Chaya Ther Phra Ong Chao Ubolratana Nariratana, nhũ danh Mom Chao Bua Ladavalya.
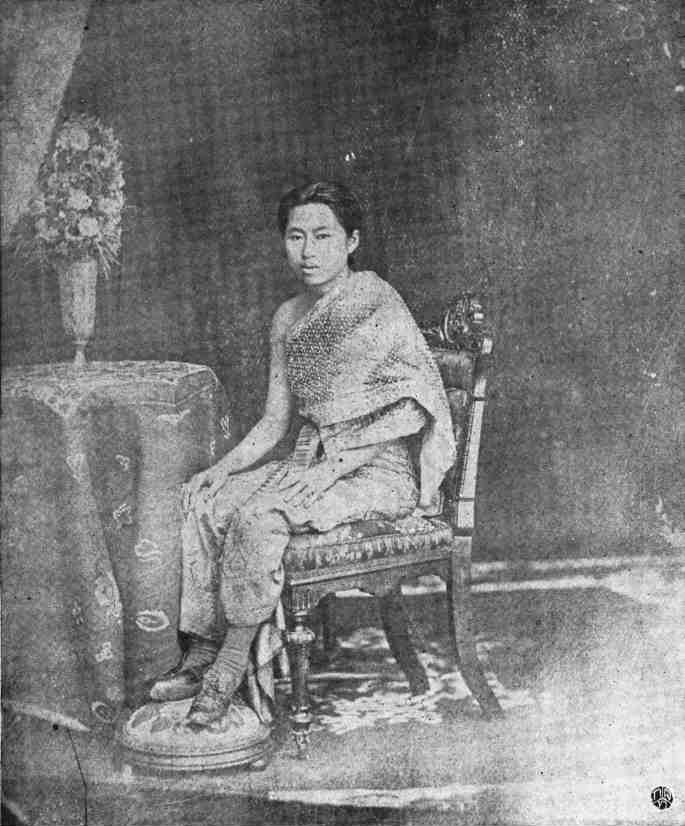
Phra Akkara Chaya Ther Phra Ong Chao Saovabhark Nariratana, nhũ danh   Mom Chao Piu Ladavalya.
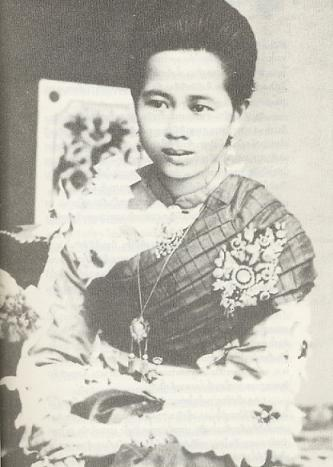
Phra Akkara Chaya Ther Phra Ong Chao Saisavali Bhiromya, nhũ danh Mom Chao Sai Ladavalya.

### Cung tần (Phra Sanom)
Các bà cung tần, hoặc cung thiếp, họ có xuất thân khá đa dạng: con cháu tiên vương nhưng thuộc nhánh xa (như Chao Chom Manda Mom Rajawongse Khae Phuengbun, cung tần của vua Rama V), công chúa ngoại quốc, hoặc vốn là cung nhân hoặc cung tỳ được sủng hạnh, nhưng chủ yếu là quý tộc bản địa cùng dân thường. Họ được chia thành 4 cấp bậc danh phận cao đến thấp là: Phra Sanom Ed (พระสนมเอก), Phra Sanom Tho (พระสนมโท), Chao Chom Yu Ngan (เจ้าจอมอยู่งาน) và Naksanom (นักสนม), còn gọi là Nang Yu Ngan (นางอยู่งาน), các cấp bậc này được phân biệt dựa theo số lượng cùng chất liệu của các đồ vật được ban cho như hộp đựng trầu, mâm đựng, trang sức,...
Các bà cung tần có các danh xưng sau từ cao đến thấp:
- Chao Khun Phra (เจ้าคุณพระ): Tước hiệu đặc biệt dành cho bà trưởng cung tần (Phra Sanom Ed) có thâm niên và danh phận cao, trên tất cả các cung tần triều trước và đương triều. Hiện nay có bà Sineenat Wongvajirapakdi (nhũ danh Niramon Aunprom), cung tần của vua Rama IX được ban danh hiệu này. Chao Khun Phra Prayurawong là người đầu tiên nhận danh hiệu này bởi vua Rama VI với tư cách cung tần tiền triều do là người có tư lịch và đức hạnh cao. Bà vốn là Mom Pae của vua Rama V từ trước khi ông lên ngôi, được giữ vị trí trưởng cung tần (Phra Sanom Ed) đứng đầu các bà cung tần của đức vua.
- Phra (พระ): Tước hiệu được sử dụng lần đầu dưới thời vua Rama VI, dành cho cung tần của quốc vương giữ vị trí trưởng cung tần cao quý nhất (Phra Sanom Ed)
- Chao Khun Chom Manda (เจ้าคุณจอมมารดา): xuất hiện dưới thời vua Rama V để ban cho bà trưởng cung tần (Phra Sanom Ed) của vua Rama IV là Chao Khun Chom Manda Piam Sucharitakul, trưởng cung tần của ông là Chao Khun Chom Manda Pae Bunnag (sau được nâng thành "Chao Khun Phra Prayurawong"), cùng Chao Khun Chom Manda Samli Bunnag của vua Rama IV.
- Chao Chom Manda (เจ้าจอมมารดา) dành cho các bà cung tần sinh được con cho Quốc vương (cụm từ "Manda" có nghĩa là mẹ).
- Chao Chom (เจ้าจอม)

Vị Chao Chom cuối cùng được tấn phong cho đến hiện nay là Chao Chom Suvadhana của vua Rama VI, được phong vào tháng 8 năm 1924. Các vua về sau, trừ vua Rama VIII mất sớm thì vua Rama VII cùng vua Rama IX đều chỉ có một người vợ chính. Mãi đến khi vua Rama X lên ngôi, ông mới tấn phong cho Niramon Aunprom thành cung tần với danh hiệu "Chao Khun Phra Sineenat Wongvajirapakdi".

Chao Chom Manda Dara Rasmi Phra Racha Chaya, công chúa vùng Chiang Mai, vuơng phi của vua Rama V.
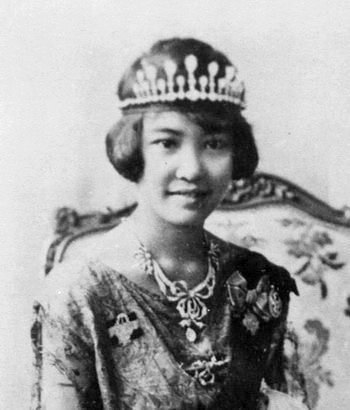
Phra Nang Ther Lakshamilavan, nhũ danh Mom Chao Wanphimon Worawan, vương phi của vua Rama VI.
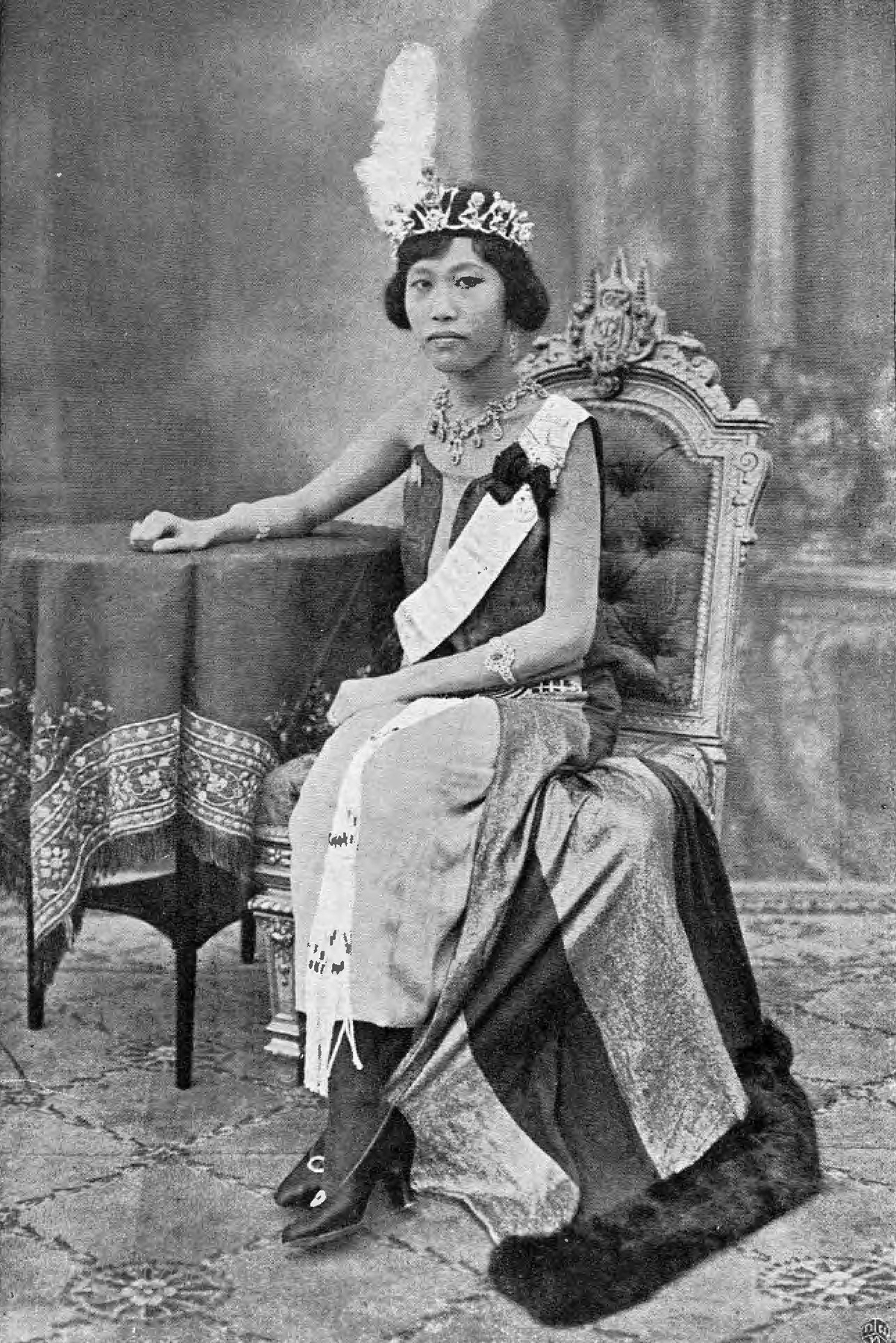
Phra Nangchao Suvadhana Phra Vorarachdevi, nhũ danh Khrueakaew Abhayavongsa, vương phi của vua Rama VI. Bà sinh cho ông người con duy nhất, Chao Pha Bejaratana Rajasuda.

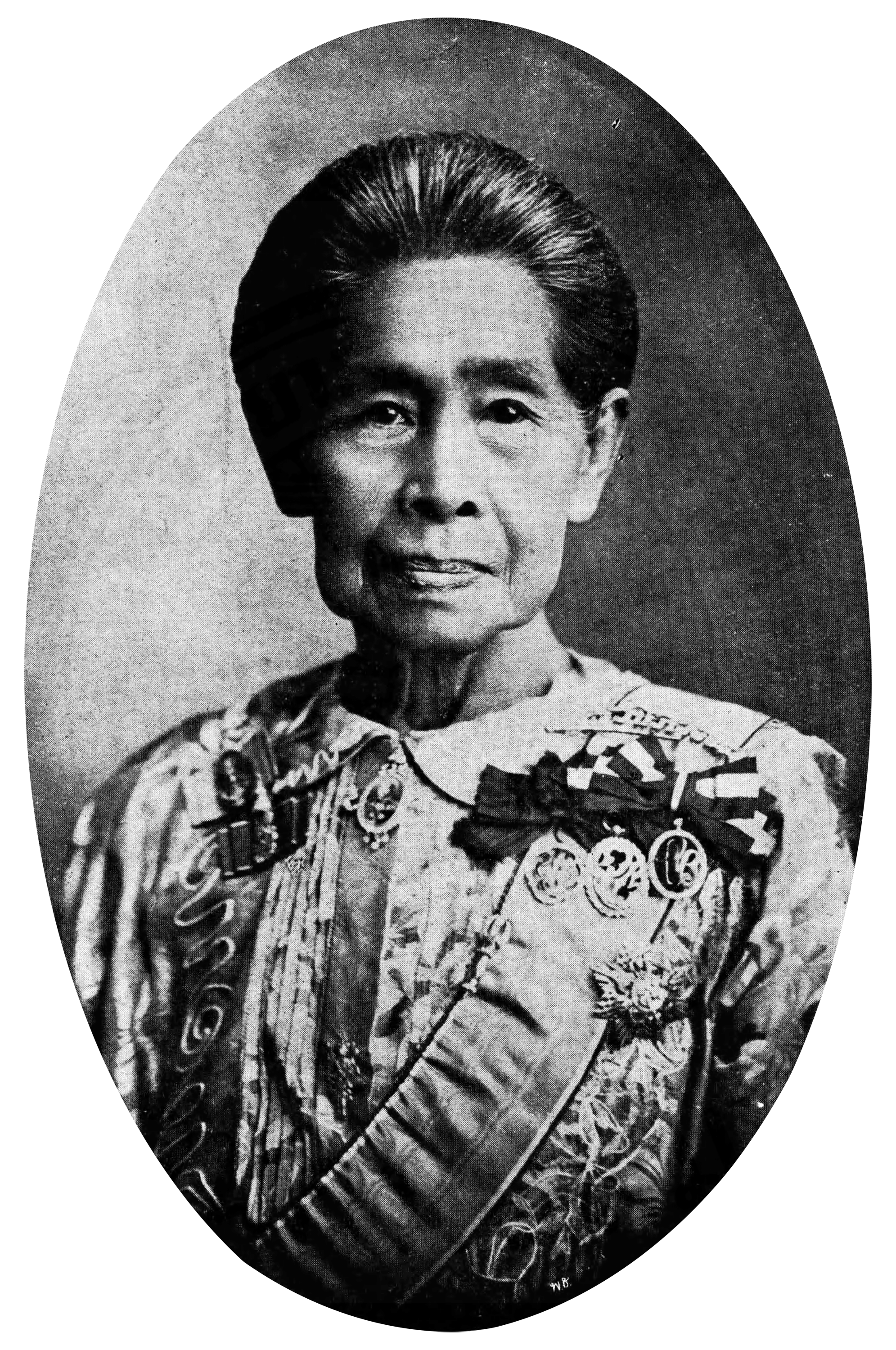
Chao Khun Phra Prayurawong, nguyên là Chao Khun Chom Manda Pae Bunnag dưới thời vua Rama V.
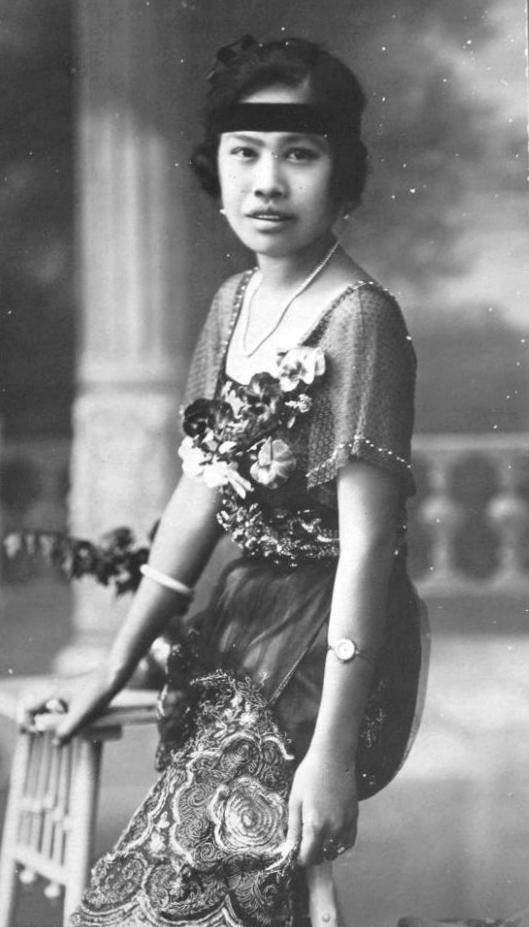
Phra Sucharit Suda, nhũ danh Prueng Sucharitakul, trưởng cung tần của vua Rama VI, đồng thời là chị gái của bà Indrasakdi Sachi.

## Vương tử/Công chúa
Nếu Vương tử và Công chúa con vua có mẹ cũng thuộc vương thất thì được nhận danh xưng là Somdet Chao Pha, gọi ngắn Chao Pha. Trong đó, những Vương tử và Công chúa do Vương hậu hoặc Vương thê bậc cao (có xuất thân là con gái quốc chủ) sinh ra thì được gọi là Chao Pha Chan Ed (เจ้าฟ้าชั้นเอก; Chao Pha bậc nhất) hoặc Somdet Chao Pha Chan Tulkramom (สมเด็จเจ้าฟ้าชั้น ทูลกระหม่อม; Chao Pha hàng Tulkramom), tục xưng Tulkramom kèm tên thường gọi (ví dụ vua Rama VI khi còn là vuơng tử được gọi là "Tulkramom To"). Những Vương tử và Công chúa do Vương thê có xuất thân hàng Mom Chao (cháu gái quốc chủ), anh chị em ruột với quốc chủ hoặc là con gái của vua các nước chư hầu sinh ra được gọi là Chao Pha Chan Tho (เจ้าฟ้าชั้นโท; Chao Pha bậc hai) hoặc Somdet Chao Pha Chan Somdet (สมเด็จเจ้าฟ้าชั้น สมเด็จ; Chao Pha hàng Somdet), tục xưng Somdet kèm tên thường gọi (Ví dụ có Chao Pha Yugala Dighambara, con trai vua Rama V với Mom Chao Bua Ladavalya được gọi là "Somdet Chai"). Những Vương tử và Công chúa khác cũng được xưng Chao Pha với thân phận ngoài hai nhóm trên được gọi là Chao Pha Chan Tri (เจ้าฟ้าชั้นตรี; Chao Pha bậc ba), họ có hai thân phận: một là các con sinh ra bởi hai người chị ruột của vua Rama I là Chao Pha Krom Phra Thepsudawadee và Chao Pha Krom Phra Srisudaratana, tức cháu gọi vua Rama I bằng cậu; hai là các vị "Chao Pha Wang Na", tức Đích xuất Tiền cung, họ chỉ là con của Phó vương với chính thất nhưng được đức vua đặc cách ban thân phận Chao Pha. Ngoài ra, vào thời Rama I, khi vua Rama II vẫn là Phó vương thì hai người con của ông, tức vua Rama IV cùng Phó vương Pinklao cũng được liệt vào hàng Chao Pha Chan Tri vì là con của Chao Pha bậc ba (Chao Pha Bunrod).

Ban đầu, hai người con của vua Rama IV với Mom Chao Phannarai là Kannika Kaew và Narisara Nuwattiwong (vừa là em cùng cha khác mẹ, vừa là em họ ngoại với vua Rama V), cùng các con của vua Rama V sinh bởi ba bà Mom Chao nhà Ladavalya (ba bà vương phi mang vị hiệu "Phra Akkara Chaya Ther") vốn chỉ là Phra Ong Chao, nhưng vua Rama V về sau đã đặc cách nâng họ lên hàng Chao Pha bậc hai.

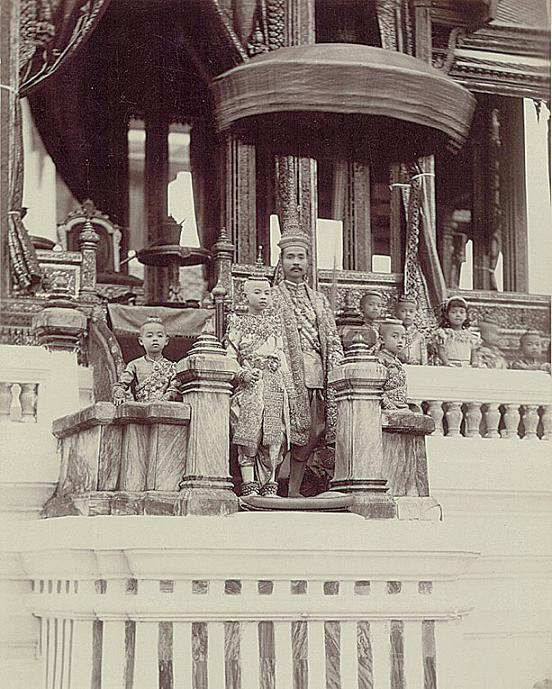
Vua Rama V trong Đại lễ phục, đứng cùng thái tử Maha Vajirunhis tại Vương cung, 1890.
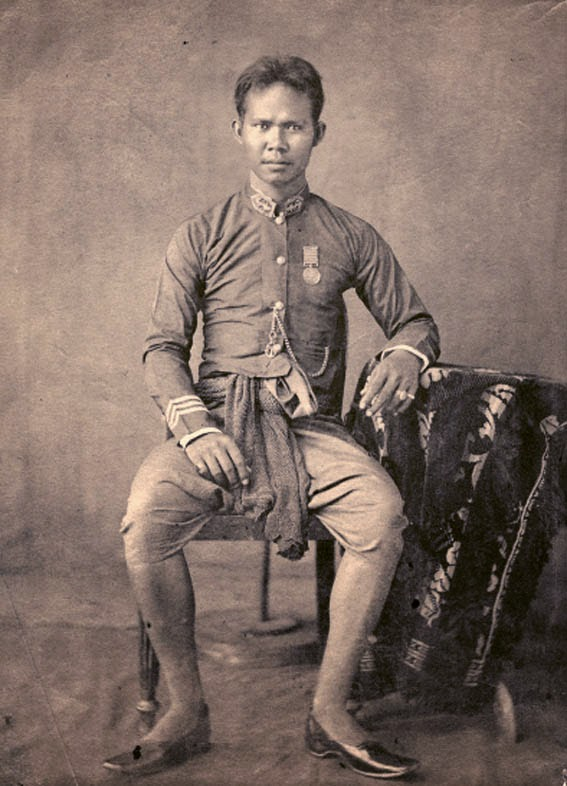
Phó vương Vichaichan, được phong năm 1868. Vị Phó vương cuối cùng trong lịch sử Thái.
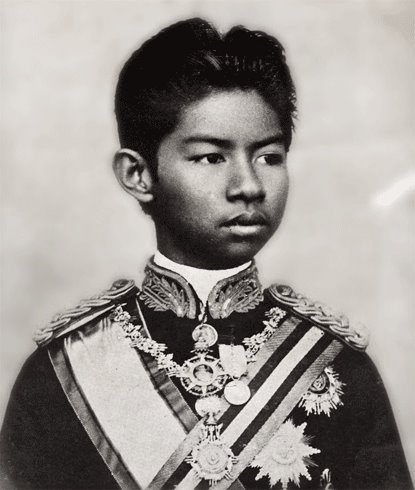
Thái tử Maha Vajirunhis, vị thái tử Xiêm đầu tiên được sắc phong.

Đối với Thái tử Xiêm (sau này là Thái), thời vua Rama V, ông bắt đầu sử dụng danh vị "Sayam Makut Ratchakuman" (สยามมกุฎราชกุมาร) để phong cho Chao Pha Maha Vajirunhis, con trai cả của ông với bà vương thê Savang Vadhana. Trước kia, Xiêm quốc không có bất kỳ quy định chính thức nào về việc chọn Trữ quân kế vị, chỉ có các vị Phó vương (thông thường là anh em của nhà vua, hiếm hoi là con trai của nhà vua) là Trữ quân lâm thời (Heir Presumptive) của nhà vua, tạo nên tình cảnh bất ổn sau khi nhà vua qua đời. Tuy nhiên, mâu thuẫn phát sinh khi xảy ra cuộc tranh giành quyền lực giữa vị vua trẻ Chulalongkorn muốn cải cách (tức vua Rama V, đích trưởng tử của tiên vương Mongkut) và Phó vương Vichaichan thủ cựu (con trai của tiên phó vương Pinklao, tức em họ của vua Chulalongkorn). Mâu thuẫn dâng lên đỉnh điểm vào năm 1874, khi một đám cháy bùng phát ở Vương cung, sau khi đám cháy được dập tắt, Phó vương Vichaichan bị hạch tội chỉ ở im trong tư cung mà không hộ giá cho Quốc vương. Vichaichan lúc này liền chạy đến Tòa Lãnh sự quán Anh để tìm kiếm sự giúp đỡ. Kết quả là sau đó ông bị lột hết tước vị, chỉ giữ lại danh xưng " Đức ngài Tiền cung", mọi quyền lực chính trị, quân sự của ông lẫn các quý tộc đều được thâu tóm hết về tay Quốc vương. Đây được gọi là "Sự kiện Tiền cung". Sau khi Vichaichan qua đời năm 1885, chế độ Phó vương chính thức bị bãi bỏ, vua Rama V đặt ra danh vị nhắc đến ở trên để phong riêng cho Trữ quân hiển nhiên (Heir Apparent) là con trai của Quốc vương. Đến nay, có ba vị vương tử đã được phong làm Thái tử, gồm: Thái tử Maha Vajirunhis vào năm 1886, Thái tử Vajiravudh vào năm 1895 và Thái tử Vajiralongkorn vào năm 1972, và trong ba người chỉ có hai người là về sau lên ngôi Quốc vương, lần lượt là vua Rama VI cùng vua Rama X. Thái tử Maha Vajirunhiskhông may qua đời năm 1895 vì thương hàn khi mới 16 tuổi, tước vị được chuyển sang cho Chao Pha Vajiravudh.

### Một số vị Chao Pha Chan Ed

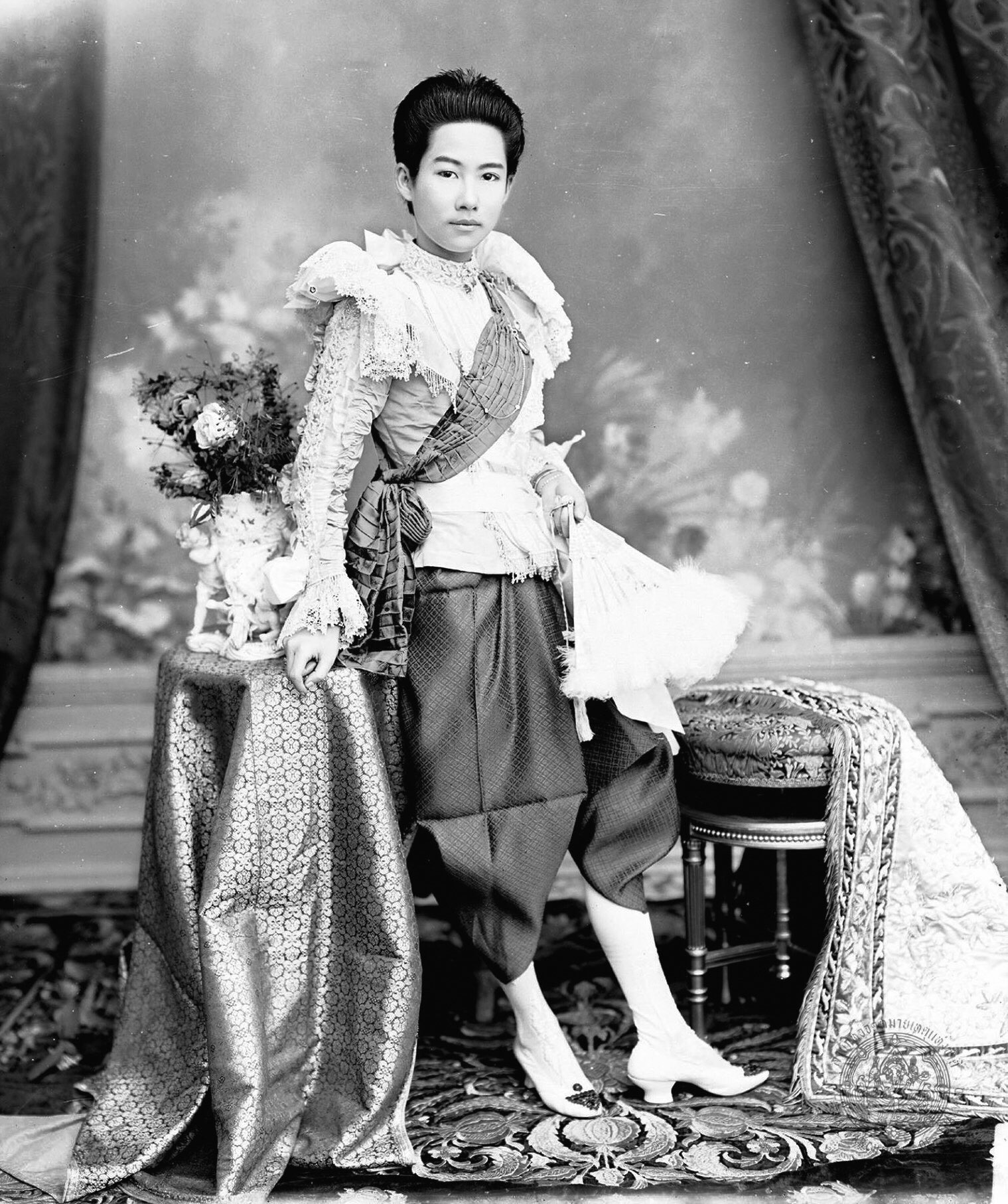
Chao Pha Suddha Dibyaratana, con gái đích xuất lớn nhất của vua Rama V, tục xưng "Tulkramom Ying Yai".
Chao Pha Chakrabongse Bhuvanath, con trai đích xuất của vua Rama V với Vương hậu Saovabha Phongsri, em trai ruột của vua Rama VI, tục xưng "Tulkramom Lek".
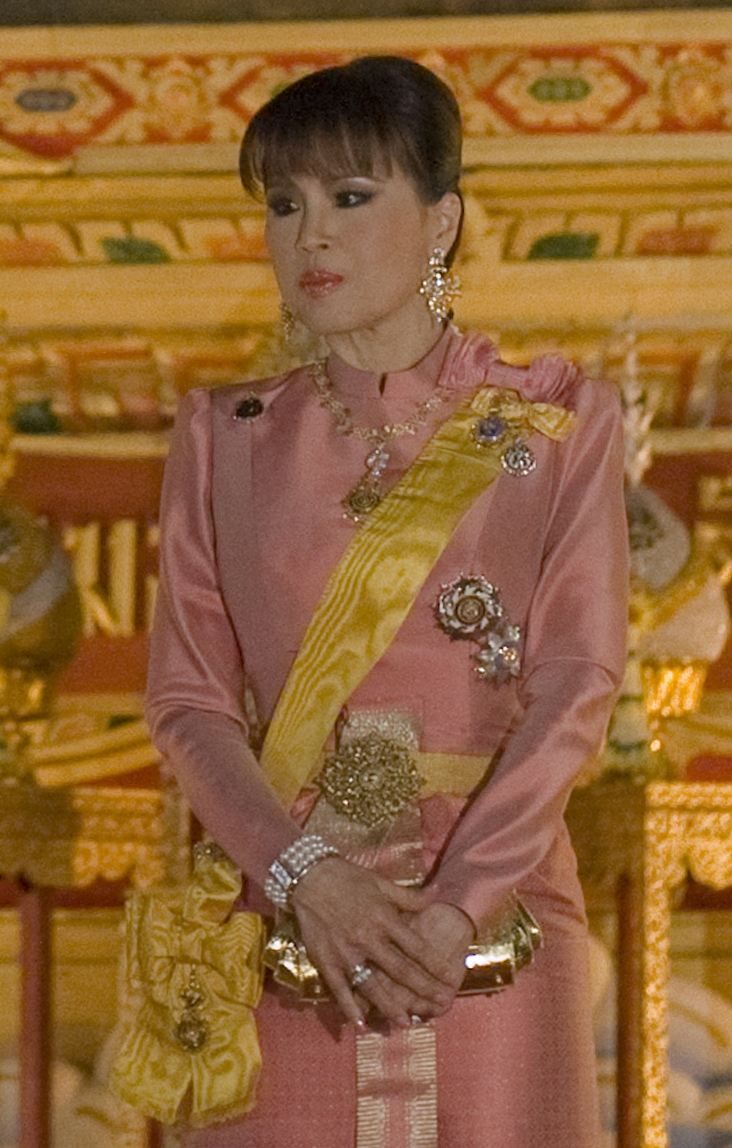
Chao Pha Ubol Ratana, con gái lớn của vua Rama IX với Vương hậu Sirikit, tục xưng "Tulkramom Pha Ying Yai".

### Một số vị Chao Pha Chan Tho

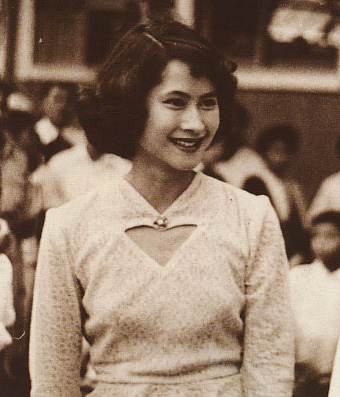
Chao Pha Galyani Vadhana, chị gái của hai vua Rama VIII và Rama IX. Bà được nâng lên hàng Chao Pha bậc hai vào năm 1935, lúc em trai bà, vua Rama VIII lên ngôi với tư cách chị gái của quân chủ.
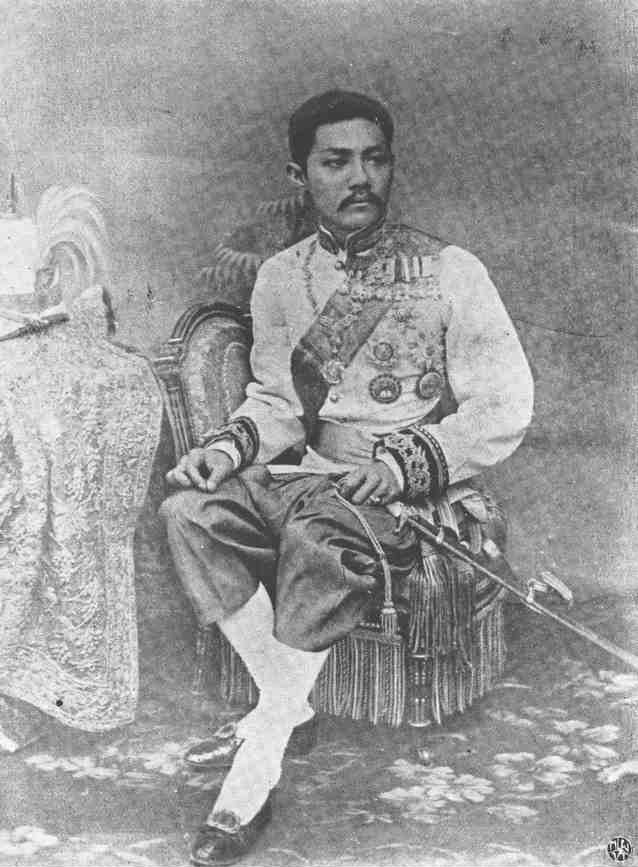
Chao Pha Bhanurangsi Savangwongse, con trai của vua Rama IV với Mom Chao Ramphoei Phamaraphirom, em trai ruột của vua Rama V.
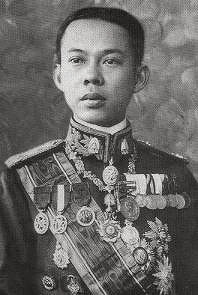
Chao Pha Yugala Dighambara, con trai vua Rama V với Mom Chao Saisavali Bhiromya, tục xưng "Somdet Chai".

### Một số vị Chao Pha Chan Tri

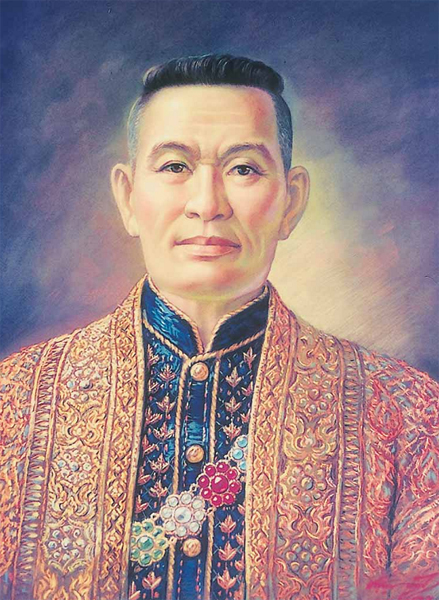
Chao Pha Krom Phra Anurak Devesh, nguyên danh Thong In, con trai của Chao Pha Krom Phra Thepsudawadee (chị gái ruột vua Rama I). Là vị Tam vương (Wang Lang) dưới thời Rama I và là vị Tam vương cuối cùng trong lịch sử Xiêm.
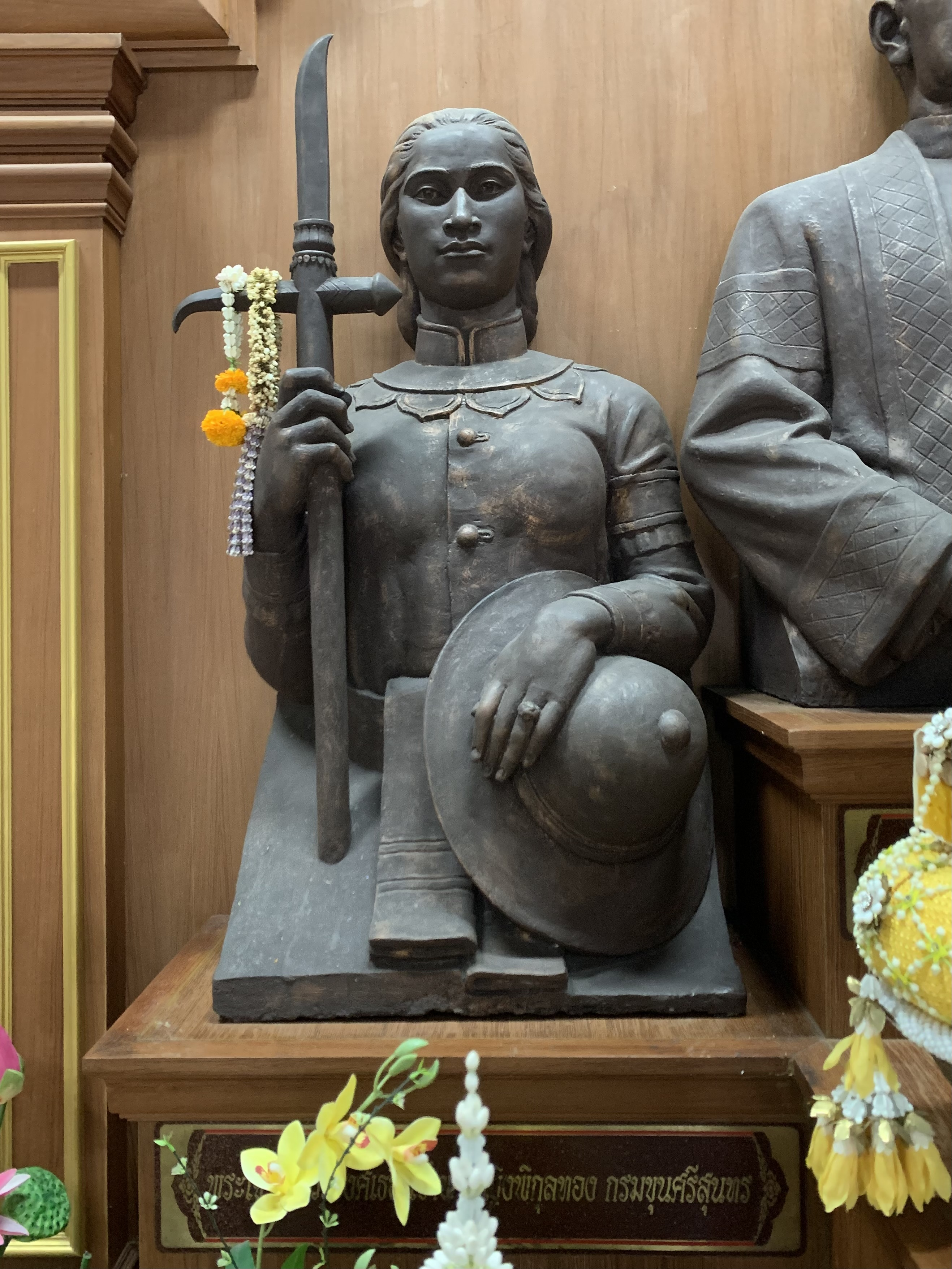
Chao Pha Pikulthong, Kromma Khun Srisunthon, con gái của Phó vương Maha Sura Singhanat với chính thất Chao Sri Anocha. Một trong hai vị Chao Pha Wang Na đầu thời Rattanakosin.
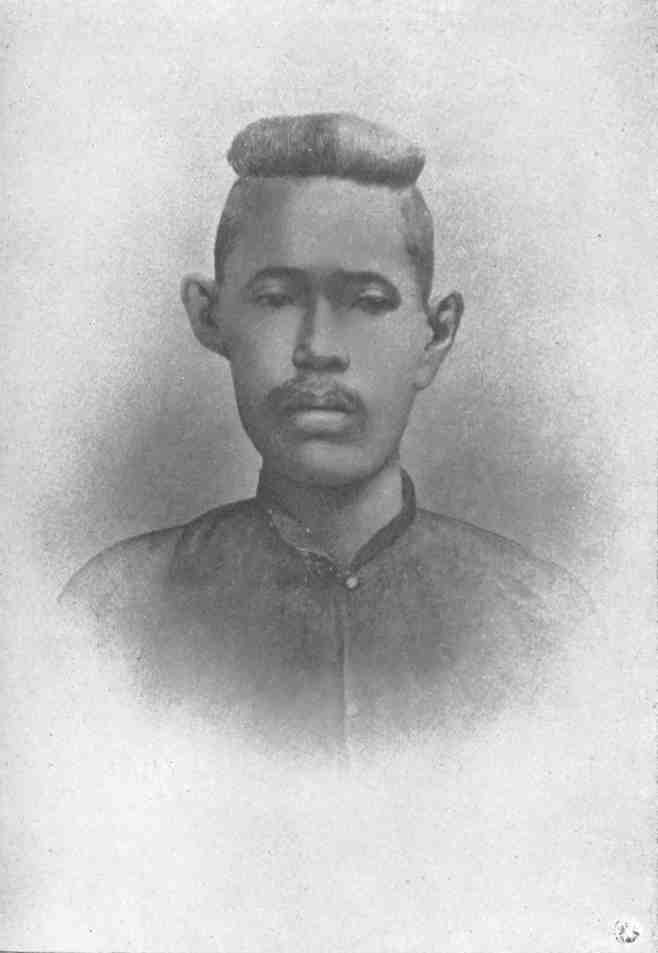
Chao Pha Isaraphong, con trai duy nhất của Phó vương Maha Sakdiphonlasep với chính thất Phra Ong Chao Daravadee. Ông là vị Chao Pha Wang Na cuối cùng, đồng thời là người duy nhất là cháu trai của cả hai anh em Phó vương Maha Sura Singhanat và vua Rama I.

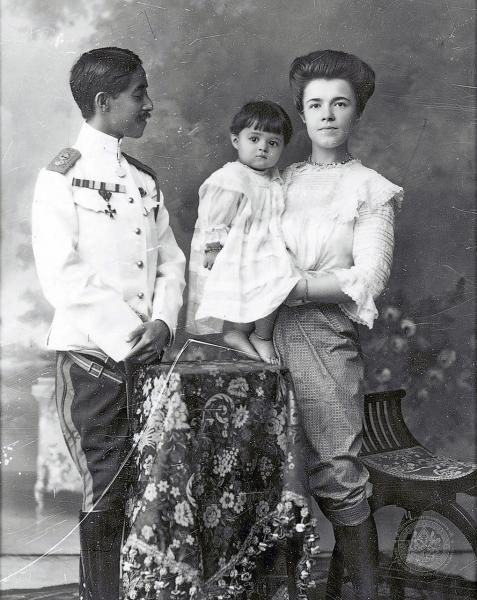
Chao Pha Chakrabongse Bhuvanath, Kromma Luang Phitsanulok Prachanath cùng vợ, Mom Catherine và con trai duy nhất, Mom Chao Chula Chakrabongse.

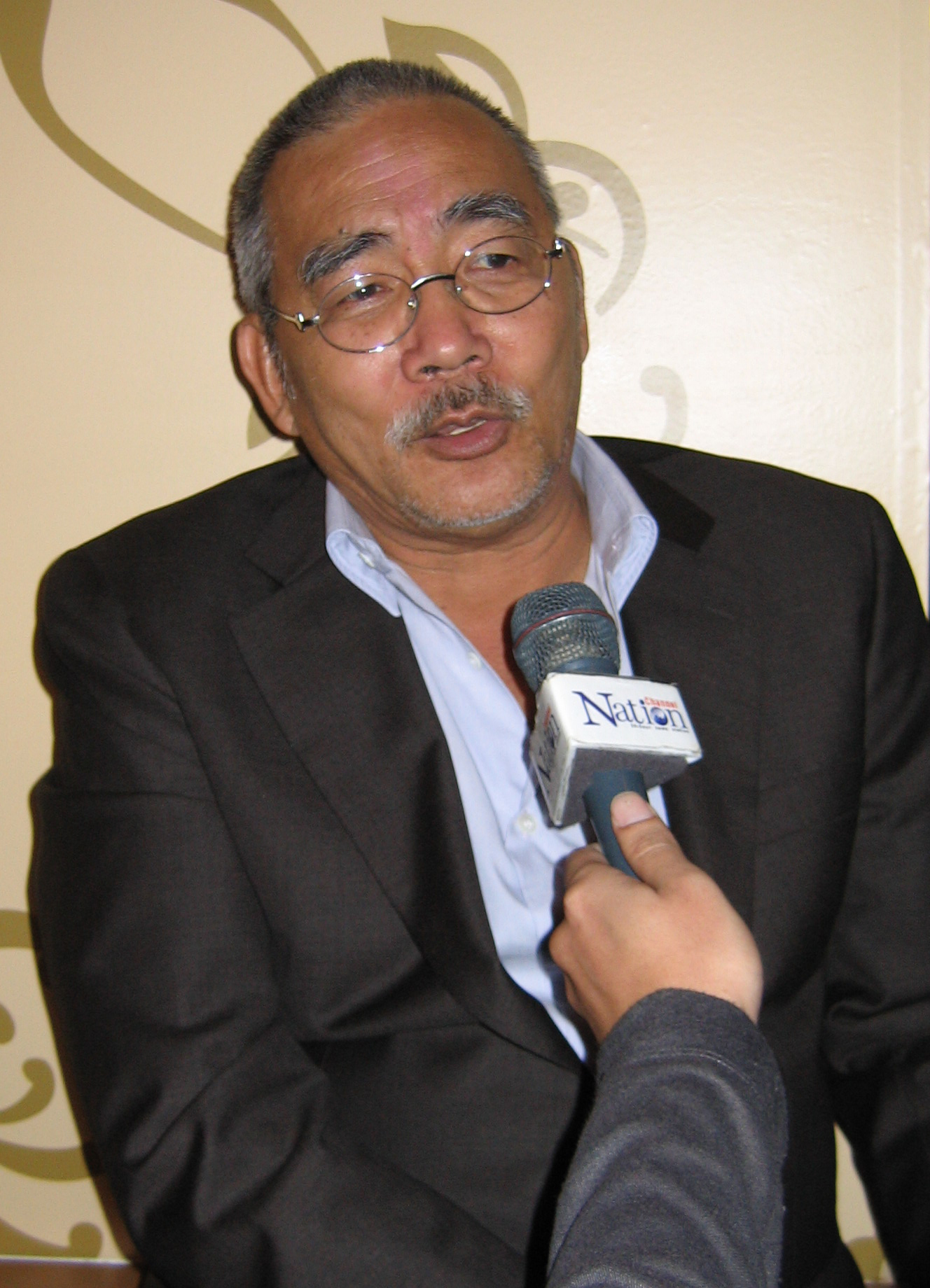
Mom Chao Chatrichalerm Yukol, thường gọi "Thanchai Mui", nhà làm phim nổi tiếng của Thái Lan.

Nếu Vương tử và Công chúa con vua do cung tần xuất thân từ tầng lớp quý tộc hoặc bình dân sinh ra thì được gọi là Phra Ong Chao Chan Luk Luang (พระองค์เจ้าชั้นลูกหลวง; Phra Ong Chao hàng hậu duệ quân chủ), gọi ngắn Phra Ong Chao, xưng Phra Ong Chai nếu là nam và Phra Ong Ying nếu là nữ. Các cháu nội của Quốc vương do các Chao Pha với các bà vợ từ Mom Chao trở lên sinh ra cũng được hưởng danh xưng Phra Ong Chao, ví dụ Phra Ong Chao Anusorn Mongkolkarn (thường gọi "Phra Ong Chai Lek", là con trai út của Chao Pha Yugala Dighambara (con trai vua Rama V) với Phra Ong Chao Chalermkhetra Mongkol (cháu gọi vua Rama V bằng bác).
Các cháu nội của Quốc vương do các Chao Pha với phụ nữ xuất thân bình dân sinh ra thì gọi là Mom Chao (หม่อมเจ้า) nếu là con trai và Mom Chao Ying nếu là con gái, xưng gọi Thanchai nếu là nam (vợ gọi Thanpuying) cùng Thanying nếu là nữ, ví dụ có Mom Chao Chula Chakrabongse, con trai duy nhất của Chao Pha Chakrabongse Bhuvanath (con trai đích xuất của vua Rama V) với người vợ Ukraine là Mom Catherine Chakrabongse na Ayutthaya (nhũ danh Desnitski), về sau Mom Chao Chula được bác là vua Rama VI nâng lên thành Phra Ong Chao. Con của các vương thân cấp Phra Ong Chao cũng được gọi là Mom Chao hoặc Mom Chao Ying, ví dụ như Mom Chao Chatrichalerm Yukol, thường gọi "Thanchai Mui", ông là con trai của Phra Ong Chao Anusorn Mongkolkarn (thường gọi "Phra Ong Chai Lek", con trai út của Chao Pha Yugala Dighambara với Phra Ong Chao Chalermkhetra Mongkol) với Mom Ubol Yukol na Ayutthaya. Đây là cấp bậc danh xưng thấp nhất dành cho người thuộc vương thất. 
Con cháu của các Mom Chao không còn được tính là người của vương thất nữa. Nhưng họ vẫn được ban các danh xưng để thể hiện nguồn gốc của mình, như:
- Mom Rajanikul (หม่อมราชนิกุล): danh xưng đặc biệt dùng để ban cho các vị Mom Rajawongse là nam có phục vụ trong triều đình hoặc lập huân công. Nếu xét theo cấp bậc quý tộc quan lại thì danh xưng này cao hơn Phra nhưng thấp hơn Phraya. Còn theo cấp bậc vương thất thì danh xưng này thấp hơn Phra Ong Chao nhưng lại cao hơn các Mom Chao, dù vậy họ vẫn không được tính là người thuộc vương thất.
- Mom Rajawongse (หม่อมราชวงศ์): danh xưng dành cho con của các Mom Chao. Bình thường sẽ xưng là Khunchai nếu là nam cùng Khunying nếu là nữ.
- Mom Luang (หม่อมหลวง): danh xưng có từ thời vua Rama V, dành cho những người con của Mom Rajawongse. Lúc bình thường chỉ xưng gọi "Khun" kèm tên.

Đến hàng con của các Mom Luang thì không còn được nhận danh xưng nữa, nhưng vẫn có thể thêm vào họ của mình cụm "Na Ayutthaya"(ณ อยุธยา).

## Vương tử phi[6]
Với vợ của các vương tử, nếu họ thuộc hàng Chao Pha hoặc Phra Ong Chao thì được nhận danh xưng là "Phra Chaya" (พระ ชายา), nếu họ thuộc hàng Mom Chao thì được nhận danh xưng là "Chaya" (ชายา). Để được hai danh xưng này thì bản thân người phụ nữ phải xuất thân từ vương thất. Vợ của các Phó vương (Maha Uparaj) cũng nhận danh xưng tương tự, các tần thiếp vẫn là "Phra Sanom" như đức vua, riêng có bà trưởng phi có thể gọi bằng danh xưng "Phra Akkara Chaya" (พระอัครชายา), tuy vậy danh xưng này chỉ có mỗi chính thất của phó vương Maha Sura Singhanat, bà Chao Krok Sri Anocha Phra Akkara Chaya Ther là từng được hưởng. 
Có một trường hợp đặc biệt là vợ của các vương tử, nếu họ chỉ là thường dân nhưng có con gái trở thành vương thê của đức vua, thì họ sẽ được nhận danh hiệu "Chao Chom Manda", như:
- Chao Chom Manda Ngiu: Nguyên là Mom Ngiu, vợ của Phra Ong Chao Lakkhananukun, con trai vua Rama III. Con gái duy nhất của bà là Mom Chao Somanass, tức Somdet Phra Nangchao Somanass Waddhanawathy, trở thành vương thê của vua Rama IV.

- Chao Chom Manda Chin: Nguyên là Mom Chin, vợ của Kromma Muen Bhuminthra Phakdi, con trai vua Rama III. Bà có ba con gái đều lần lượt trở thành vương phi của vua Rama V là Mom Chao Bua Ladavalya, Mom Chao Piu Ladavalya và Mom Chao Sai Ladavalya.

Riêng vợ của Thái tử người kế vị sẽ có danh xưng xuất hiện vào thời vua Rama IX là "Phra Vorachaya" (พระวรชายา), toàn xưng "Phra Chao Vorawongse Ther Phra Ong Chao...Phra Vorachaya", ví dụ như Phra Ong Chao Soamsawali Phra Vorachaya cùng Phra Ong Chao Srirasmi Phra Vorachaya, hai người vợ cũ của thái tử Vajiralongkorn (tức vua Rama X).

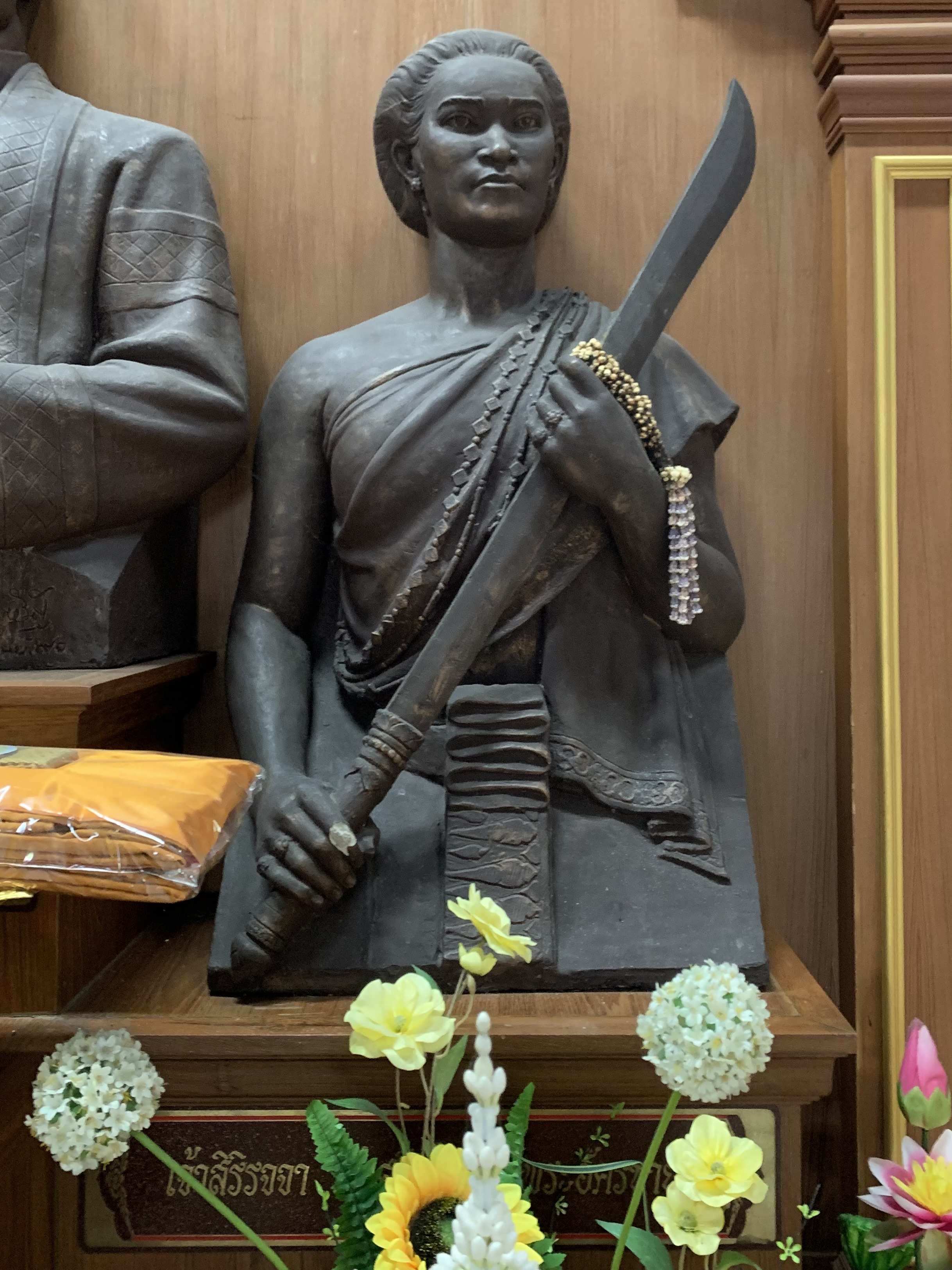
Chao Krok Sri Anocha, Phra Akkara Chaya của phó vương Maha Sura Singhanat.
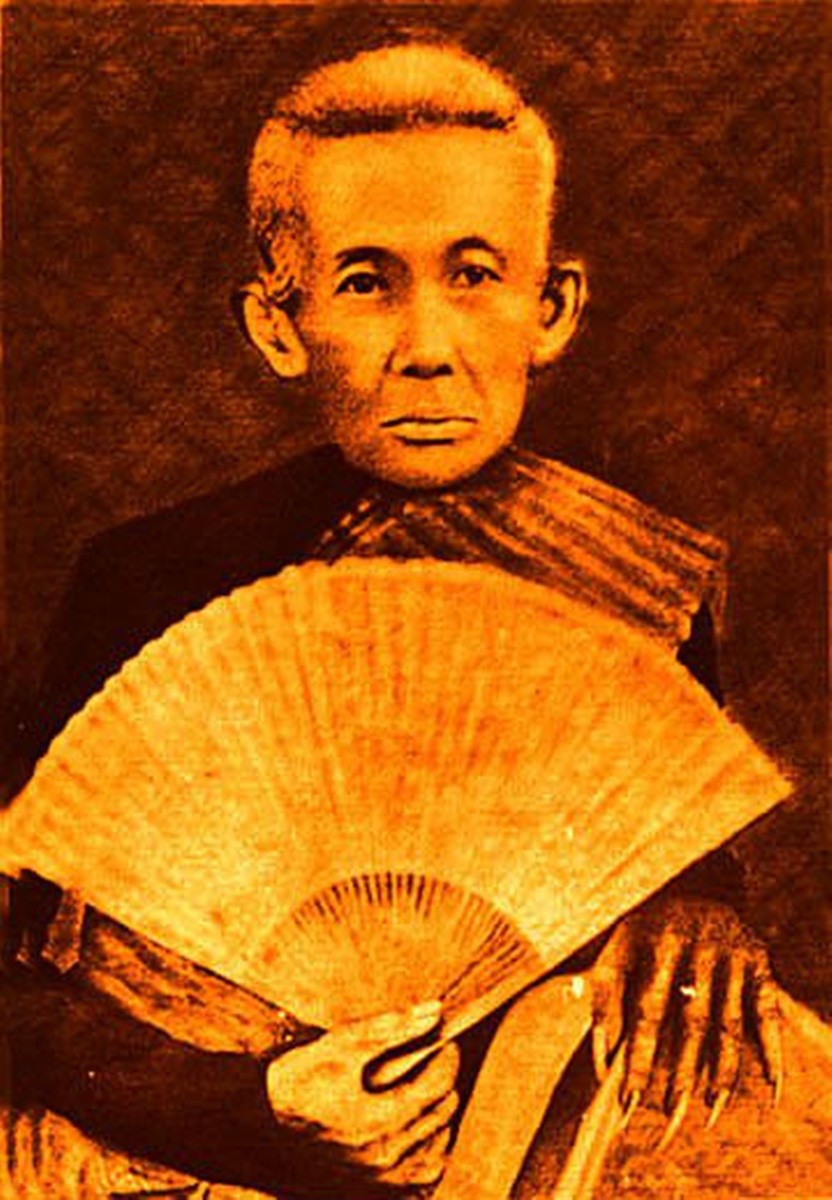
Phra Ong Chao Daravadee, Phra Chaya của phó vương Maha Sakdiphonlasep.
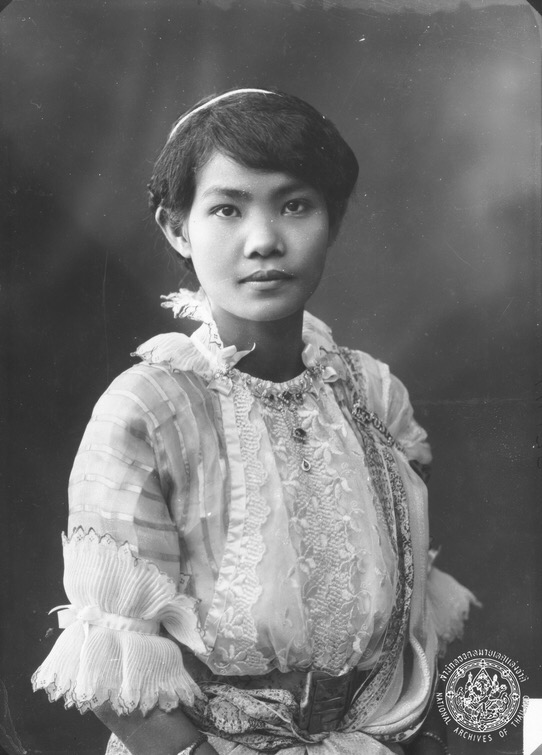
Phra Ong Chao Chalermkhetra Mongkol, Phra Chaya của Chao Pha Yugala Dighambara.
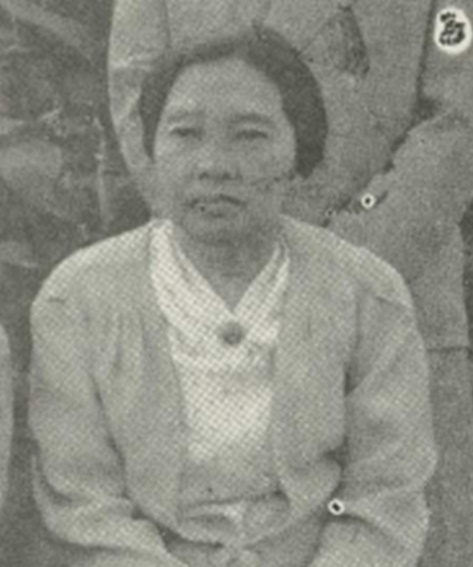
Mom Chao Prasongsom Boriphat (Nhũ danh Chaiyant), Chaya của Chao Pha Paribatra Sukhumbandhu.

Còn nếu Vương tử phi là người có xuất thân bình dân hoặc ngoại quốc thì chỉ được gọi là Mom (หม่อม) kèm với tên chồng cùng cụm "Na Ayutthaya" (ณ อยุธยา), ví dụ Mom Katharine Chakrabongse na Ayutthaya (nhũ danh Desnitski), vợ cũ của Chao Pha Chakrabongse Bhuvanath (Hai người li dị vào năm 1919), và Mom Elizabeth Rangsit na Ayutthaya (nhũ danh Scharnberger), vợ của Phra Ong Chao Rangsit Prayurasakdi. Trong trường hợp vị vương thân đó đã có cấp bậc Krom từ trước khi kết hôn, thì người vợ thường dân của các vị này có thể được gọi là Mom kèm vinh hiệu của chồng, như Mom Paew Nakhon Ratchasima (nhũ danh Suddhiburana), vợ của Chao Pha Asdang Dejavudh, Kromma Luang Nakhon Ratchasima. Ông được ban tước hiệu năm 1898, trước khi kết hôn cùng Mom Paew vào năm 1916.

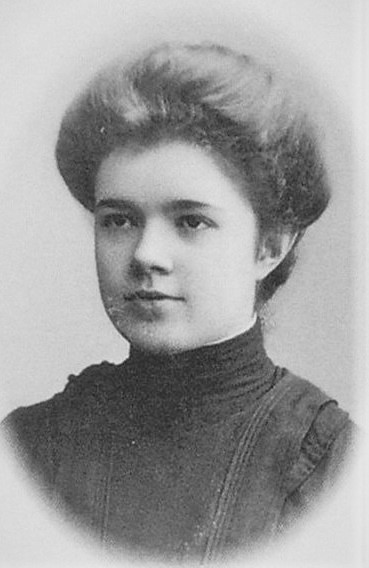
Mom Katharine Chakrabongse na Ayutthaya, vợ đầu của Chao Pha Chakrabongse Bhuvanath.
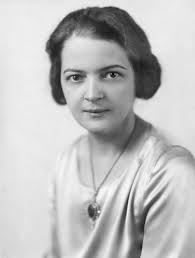
Mom Elizabeth Rangsit na Ayutthaya, vợ của Phra Ong Chao Rangsit Prayurasakdi.
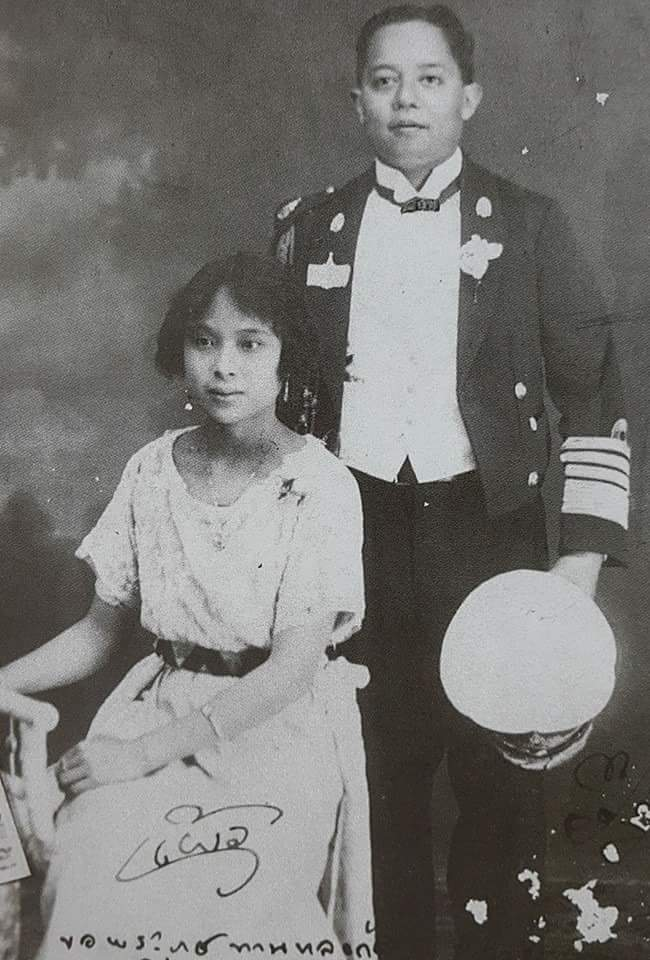
Mom Paew Nakhon Ratchasima cùng Chao Pha Asdang Dejavudh, Kromma Luang Nakhon Ratchasima.

## Các danh xưng cũ cho quý tộc và quan lại
- Somdet Chao Phraya (สมเด็จเจ้าพระยา) là danh xưng cao nhất cho quan lại. Những người được tước này thường là người có công lớn và trong một vài trường hợp đặc biệt. Trong lịch sử, mới có bốn người có danh xưng này và người đầu tiên trong số đó chính là vua Rama I khi ông còn là bề tôi của vua Taksin. Ba người còn lại gồm Somdet Chao Phraya Borom Maha Prayurawongse (Dit Bunnag), Somdet Chao Phraya Borom Maha Phichaiyati (That Bunnag) và Somdet Chao Phraya Borom Maha Sri Suriwongse (Chuang Bunnag).
- Chao Phraya (เจ้าพระยา) là tước hiệu phổ biến cao nhất cho quan lại. Thường thì chỉ có các đại thần (bộ trưởng) mới được ban tước hiệu này. Sử Việt hay gọi là Chiêu Phi Nhã.
- Phraya (พระยา) là tước hiệu thấp hơn Chao Phraya. Sử Việt hay gọi là Phi Nhã.
- Phra (พระ) là tước hiệu thấp hơn Chao Phraya. Tương đương với tước này có Jamuen (จมื่น) hoặc Phra Nai (พระนาย) nhưng chỉ áp dụng cho người hầu nam cao nhất của vua.
- Các tước hiệu thấp nữa hơn lần lượt là Luang (หลวง), Khun (ขุน), Muen (หมื่น), Pan (พัน). Thấp nhất là Nai (นาย)

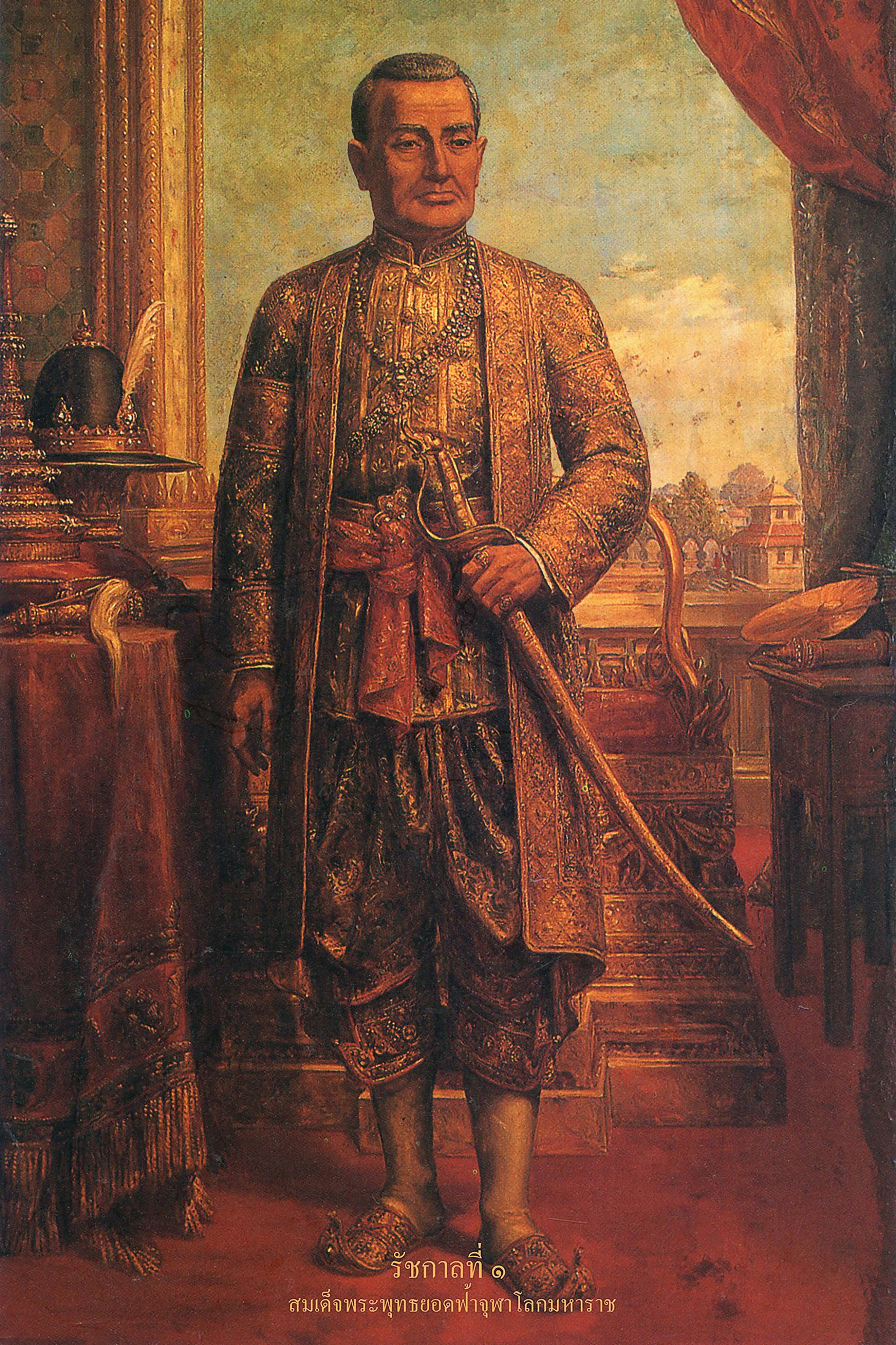
Somdet Chao Phraya Maha Kasatsuek (Thongduang), sau trở thành vua Rama I.
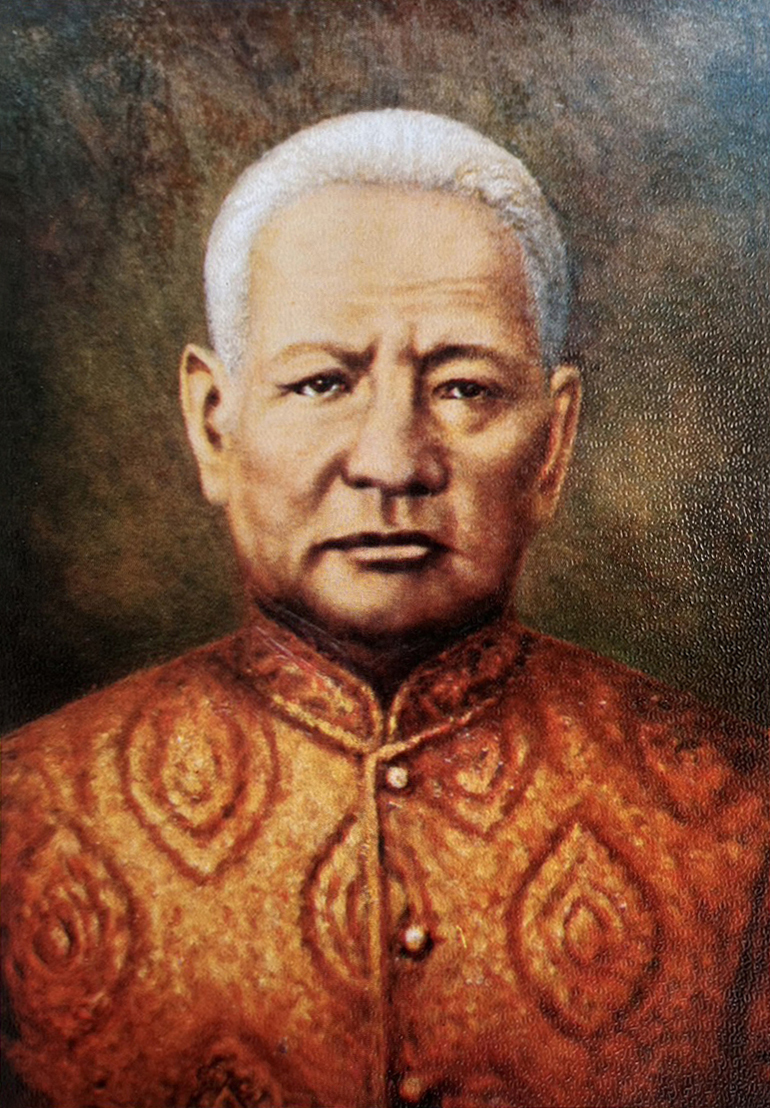
Somdet Chao Phraya Borom Maha Prayurawongse (Dit Bunnag), nhiếp chính dưới thời vua Rama IV.
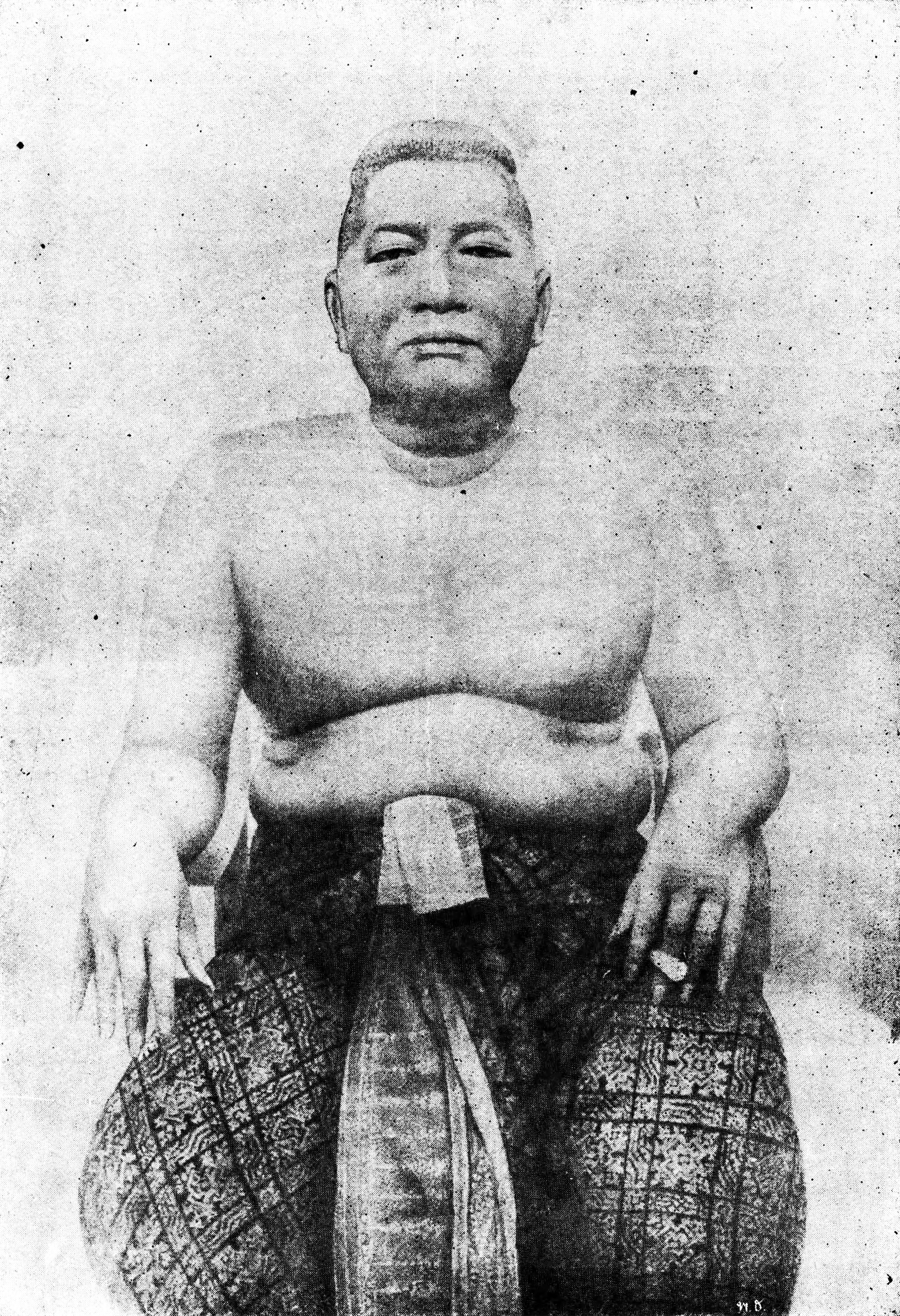
Somdet Chao Phraya Borom Maha Phichaiyati (That Bunnag), đồng nhiếp chính dưới thời vua Rama IV.
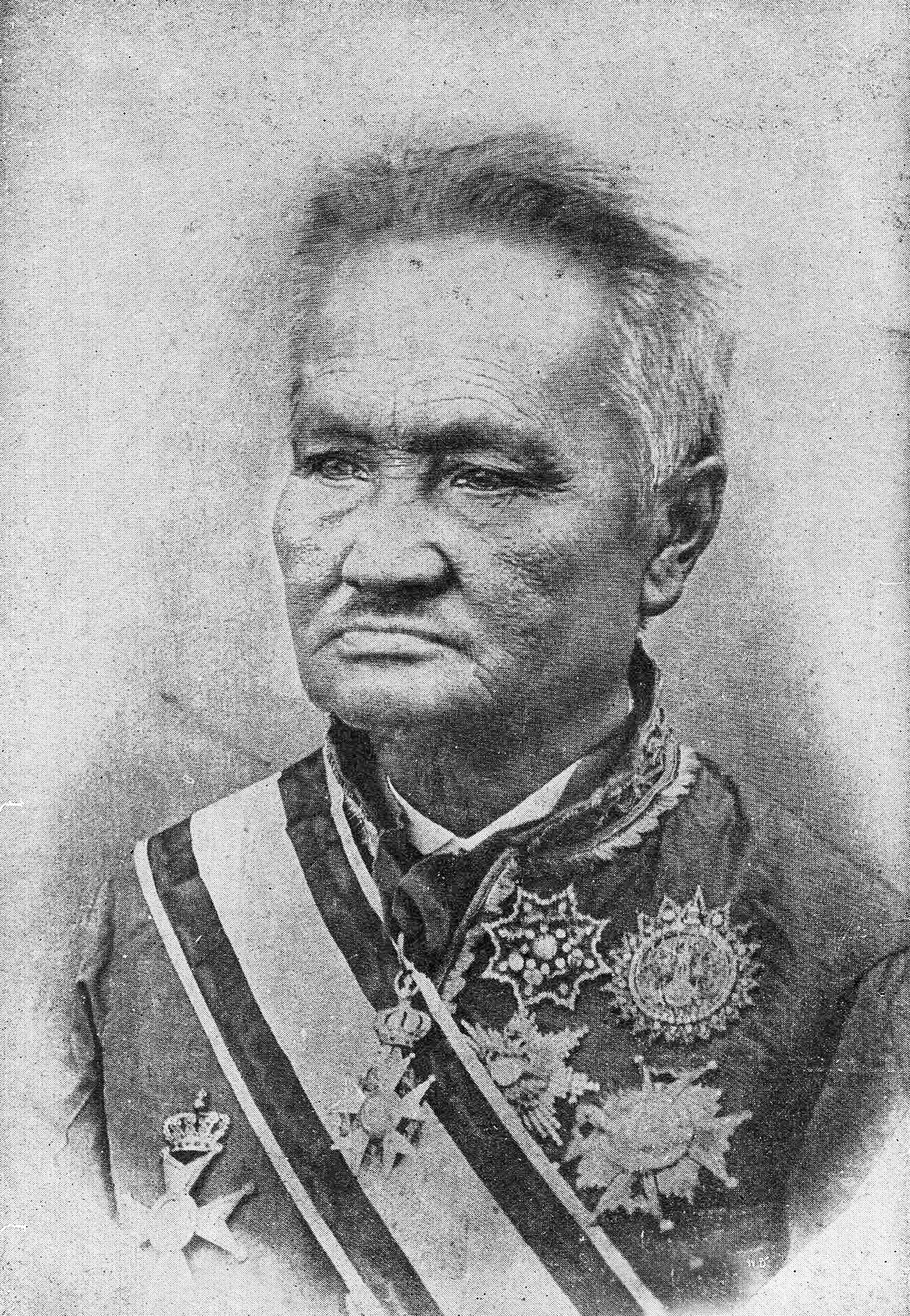
Somdet Chao Phraya Borom Maha Sri Suriwongse (Chuang Bunnag), nhiếp chính vào đầu thời vua Rama V.

## Hệ thống cấp bậc Krom
Các nhân vật thuộc vương thất Thái (Vuơng tử, công chúa hoặc các vương thân) nếu có thân phận đặc thù hoặc có huân công thì đặc biệt họ còn có thể đựoc nhận tước hiệu trong hệ thống cấp bậc tước hiệu Krom (กรม). Hiện nay, kể từ sau cách mạng Xiêm năm 1932, chấm dứt chế độ quân chủ chuyên chế, tước hiệu quý tộc dần bị bãi bỏ nên hiện nay chỉ có các dịp rất hiếm quốc vương mới ban cho một vài thành viên đặc thù lên hệ thống cấp bậc này, như năm 1995, vua Rama IX đã ban tước hiệu "Kromma Luang Naradhiwas Rajanagarindra" cho Chao Pha Galyani Vadhana, chị gái ông, nhân dịp sinh nhật lần thứ 60 của bà. Lễ sách phong được tổ chức ngày 6 tháng 5 tại sảnh ngai vàng Phra Thinang Amarin Winitchai thuộc Cung điện Hoàng gia Thái Lan. Hơn nữa, lễ sách phong tước vị cho một người cũng là cả một quá trình quan trọng, gồm hai bước: một là làm lễ sách phong, khi đó người được ban tước sẽ quỳ trước đức vua để làm nghi lễ rót nước lên đầu, một hình thức biểu thị việc ủy thác trọng trách và danh vị; hai là sứ giả tuyên ý chỉ sau đó làm nghi thức thụ sách, tức ban tận tay cho người được nhận tước vị một chiếc hộp, trong đó có một sách phong gồm tên và tước hiệu của người nhận được khắc bằng vàng. Lễ sách phong của vương thân đòi hỏi các điều kiện tiên quyết sau: phải chọn ra ngày lành tháng tốt để thực hiện; lễ phải được tổ chức tại một nơi mang tính thiêng liêng, chẳng hạn như Phra Ubosot tại Wat Phra Sri Rattana Satsadaram; các nhà sư và tu sĩ Bà La Môn phải có mặt để tụng kinh ban phước cho buổi lễ; các vị bộ trưởng quan lớn phải có mặt tham gia để chứng kiến toàn bộ buổi lễ.
Thông thường, các tước hiệu cấp bậc Krom này sẽ ghép thành hậu tố kèm với danh xưng cùng tên hoặc phong hiệu của vị vương thân đó, ví dụ danh hiệu đầy đủ của Chao Pha Galyani Vadhana, chị gái vua Rama IX là "Somdet Phra Chao Pheenang Ther Chao Pha Galyani Vadhana Kromma Luang Naradhiwas Rajanagarindra". Ngoài ra, danh hiệu của các vương thân khi đọc cùng tước hiệu này có thể được lược bỏ phần Chao Pha/Phra Ong Chao, ví dụ Somdet Phra Chao Boromawong Ther Krom Phraya Damrong Rajanubhab (nguyên là Phra Ong Chao Tisavarakumara). Khi ghép vào thành một tước hiệu, thông thường các cụm Krom này sẽ phát âm thành Kromma, như Krom Luang thành Kromma Luang (trừ Krom Praya cùng Krom Somdet Phra vẫn giữ nguyên)
Thời Rama V, ông tiếp nhận cách gọi tước hiệu kèm địa danh một vùng đất của các quốc gia phương Tây (như The Duke of Kent) và áp dụng vào hệ thống cấp bậc Krom cùng mỹ hiệu phía sau dùng để phong cho các con ông thay vì chỉ một mỹ hiệu dài như trước. Ví dụ có Kromma Luang Si Rattanakosin, trong đó Rattanakosin chính là tên địa danh thủ đô Rattanakosin nơi thành lập nhà Chakri, hay Kromma Khun Suphan Bhakvadi, con gái vua Rama V, tước hiệu của bà được phiên qua tiếng Anh thành "Princess of Suphanburi", với tỉnh Suphanburi, và Krom Phraya Chai Nat Narendon, với Chai Nat là tỉnh Chai Nat đều thuộc miền Trung Thái Lan.
Gồm có 6 cấp bậc trong hệ thống này:

### Somdet Krom Phra hoặc Somdet Phra (สมเด็จพระ)
Là cấp bậc cao nhất, thông thường dành cho các vị vương thê bậc cao, vương mẫu của nhà vua và phó vương (Maha Uparaj), hoặc các nhân vật khác. Dưới thời Rama VI, ông đã thay hẳn Somdet Krom Phra (hoặc Krom Somdet Phra) thành Somdet Phra. Những nhân vật từng được nhận cấp bậc này:
Vương mẫu:
- Somdet Phra Amarindra Boromma Rajini: Nguyên là Thanpuying Nak, vợ vua Rama I, mẹ sinh vua Rama II. Tước hiệu ban đầu được vua Rama II dâng là "Krom Somdet Phra Amarindramat", thời vua Rama VI đổi lại thành "Somdet Phra Amarindra Boromma Rajini". Bà nổi tiếng vì tính khí ghen tuông của mình, đến nỗi xảy ra xung đột với vua Rama I khi ông còn là Somdet Chao Phraya và ông đã dọa giết bà bằng kiếm. Sau đó, dưới sự giúp đỡ của Por Chim, con trai lớn của bà, bà chuyển đến cung điện cũ ở Thonburi và sống ly thân trong suốt thời gian vua Rama I trị vì, không được nhận bất kỳ danh hiệu nào

- Somdet Phra Sri Suriyendra Boromma Rajini: Nguyên là Chao Pha Bunrod, con gái của Chao Pha Krom Phra Srisudarak (chị gái vua Rama I). Bà là vợ của vua Rama II, gọi ông là anh họ và là mẹ của vua Rama IV cùng phó vương Pinklao. Bà mất trước khi vua Rama IV lên ngôi và được dâng hiệu "Krom Somdet Phra Sri Suriyendramat", thời vua Rama VI đổi lại thành "Somdet Phra Sri Suriyendra Phra Boromma Rajini".

- Somdet Phra Sri Sulalai: Nguyên là Chao Chom Manda Riam dưới thời vua Rama II, mẹ sinh vua Rama III. Sau khi vua Rama II qua đời, con trai bà, Kromma Muen Chetsadabodin được lập thay vì Tulkramom Pha Yai (vua Rama IV), con trai trưởng của bà vương thê Chao Pha Bunrod, do ông đã có nhiều kinh nghiệm xử lý sự vụ dù chỉ là con của cung tần. Bà được tôn làm Krom Phra Sri Sulalai, sau vua Mongkut lên ngôi nâng thành "Krom Somdet Phra Sri Sulalai", thời vua Rama VI đổi thành "Somdet Phra Sri Sulalai".

- Somdet Phra Debsirindra Boromma Rajini: Nguyên là Mom Chao Ramphoei Siriwong, con gái Kromma Muen Mattayaphithak (con trai vua Rama III), vợ vua Rama IV và mẹ của vua Rama V. Bà cùng em gái, Mom Chao Chae Siriwong vào hầu vua Rama IV sau khi vợ đầu của ông, Somdet Phra Nangchao Somanass Waddhanawathy qua đời. Bà mất trước khi vua Rama V lên ngôi và đựoc ông dâng vị hiệu "Krom Somdet Phra Debsirindra", thời vua Rama VI đổi lại thành "Somdet Phra Debsirindra Boromma Rajini". Ngôi chùa Wat Debsirin và trường Debsirin (hoặc Thepsirin) nổi tiếng lâu đời được vua Rama V cho xây dựng nhằm tưởng nhớ đến mẹ mình.

- Somdet Phra Sri Bajarindra Boromma Rajini: Saovabha Phongsri, chính hậu và cũng là em gái khác mẹ của vua Rama V, mẹ sinh vua Rama VI và vua Rama VII. Bà là người đầu tiên được nhận danh hiệu "Somdet Phra Nangchao Phra Boromma Rajininat", nhận nhiệm vụ nhiếp chính khi vua Rama V vắng mặt trong chuyến công du châu Âu. Thời vua Rama VI, bà được tôn danh hiệu "Somdet Phra Sri Bajarindra Phra Boromma Rajininat Phra Boromma Ratchachonnani Phra Phanpee Luang". Bà chủ trương phát triển học vấn nữ giới, cho xây dựng trường nữ sinh Rajini, tọa lạc tại quận Phra Nakhon, Bangkok, là một trong những ngôi trường lâu đời tại Thái Lan.

- Somdet Phra Srinagarindra Boromma Ratchachonnani: Nhũ danh Sangwan Talapat, vợ của Chao Pha Mahidol Adulyadej, Kromma Luang Songkla Nakarin, mẹ sinh hai vua Rama VIII và vua Rama IX cùng Chao Pha Galyani Vadhana.
- Somdet Phra Nangchao Sirikit Phra Boromma Rajininat Phra Boromma Ratchachonnani Phra Phanpee Luang: Vương thái hậu Sirikit, vợ vua Rama IX, mẹ vua Thái đương nhiệm Rama X.

Phó Vương (Tiền cung):

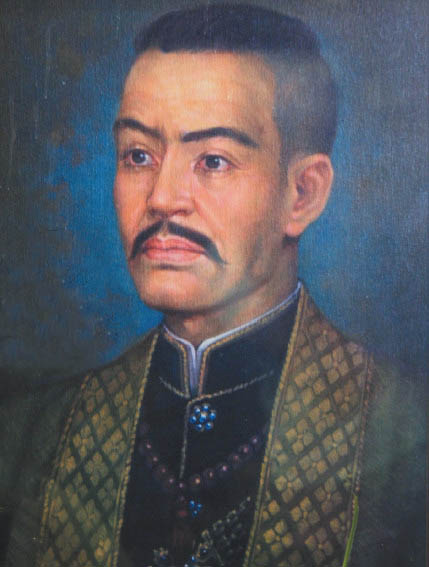
Maha Uparaj Maha Sura Singhanat, phó vương dưới thời vua Rama I.

- Somdet Phra Bowararat Chao Maha Sura Singhanat: Em trai và đồng thời là phó vương (Maha Uparaj) dưới thời vua Rama I. Sau khi ông qua đời, cháu trai gọi bằng chú của ông (con của vua Rama I), Kromma Luang Itsarasunthon kế nhiệm ông thành phó vương mới

- Somdet Phra Bowararat Chao Maha Senanurak: Em trai và đồng thời là phó vương dưới thời vua Rama II

- Somdet Phra Bowararat Chao Maha Sakdiphonlasep: Em trai khác mẹ của vua Rama II, chú và đồng thời là phó vương (Maha Uparaj) dưới thời vua Rama III.

Trường hợp khác:
- Somdet Phra Kanitthadhiraj Chao Krom Somdet Phra Debaratanarajasuda Siam Boromma Ratchackumari: Chao Pha Maha Chakri Sirindhorn, con gái vua Rama IX, em gái vua Rama X. Tước vị này được anh bà tấn phong, biểu thị địa vị của bà xếp cao nhất trong các vương thân. ngang với Vương thái hậu Sirikit, mẹ của hai người.
- Somdet Phra Mahitalathibet Adulyadej Wikrom Phra Boromma Ratchachanok: Chao Pha Mahidol Adulyadej, Kromma Luang Songkla Nakarin, cha của hai vua Rama VIII và vua Rama IX. Tước vị được dâng bởi vua Rama IX với tư cách là Vương phụ
- Somdet Phra Piyamavadi Sri Bajarindra Mata: Chao Khun Chom Manda Piam (nhũ danh Sucharitakul), cung tần vua Rama IV, mẹ của ba bà vương thê thời vua Rama V (Sunandha Kumariratana, Savang Vadhana và Saovabha Phongsri). Cụm "Sri Bajarindra Mata" mang ý "Mẫu thân của ngài Sri Bajarindra".

Somdet Phra Mahitalathibet Adulyadej Wikrom Phra Boromma Ratchachanok.
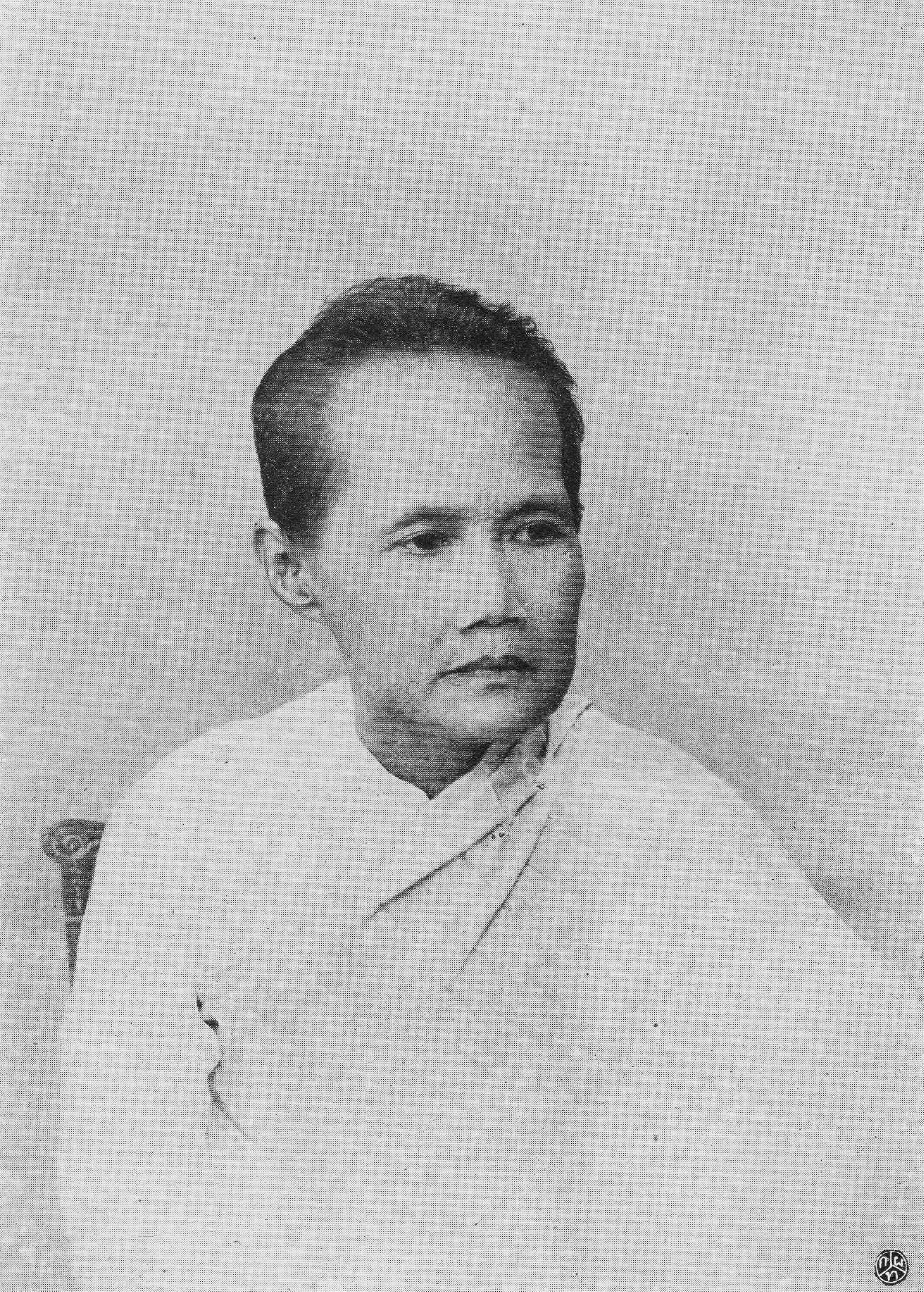
Somdet Phra Piyamavadi Sri Bajarindra Mata (Chao Khun Chom Manda Piam).
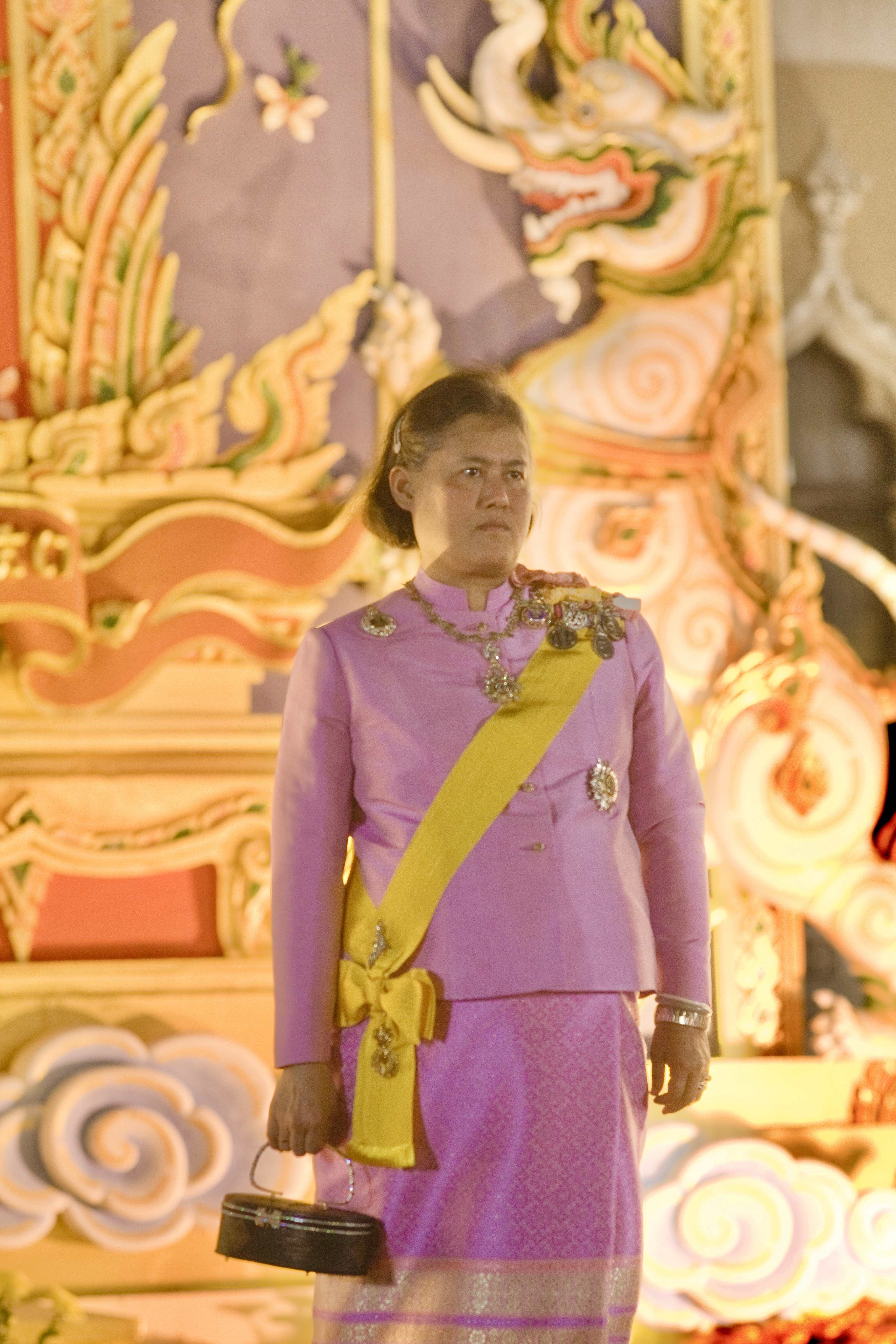
Somdet Phra Kanitthadhiraj Chao Krom Somdet Phra Debaratana Rajasuda.

### Krom Phraya (กรมพระยา)
Đây là cấp bậc cao nhất mà một hoàng tử hoặc vương thân nhận được.
Những nhân vật từng được nhận cấp bậc này:
- Krom Phraya Thepsudawadee: Chao Pha Krom Phra Thepsudawadee, nguyên danh Sa, chị gái cùng mẹ của vua Rama I.
- Krom Phraya Chai Nat Narendon: Phra Ong Chao Rangsit Prayurasakdi, con trai vua Rama V, là người nhận cấp bậc Krom cao nhất trong những người con được nhận tước hiệu của vua Rama V. Khi còn sống, tước hiệu của ông là Krom Phra Chai Nat Narendon, tước hiệu Krom Phraya do vua Rama IX truy tặng sau khi ông mất vào năm 1951.

- Krom Phraya Narisara Nuwattiwong: Chao Pha Chitcharoen, con trai vua Rama IV.

- Krom Phraya Damrong Rajanubhab: Phra Ong Chao Tisavarakumara, con trai vua Rama IV, người sáng lập ra hệ thống giáo dục hiện đại của Thái Lan cũng như chính quyền tỉnh hiện đại.

- Krom Phraya Sudaratana Rajaprayoon: Nguyên là Mom Chao Ying Lamom, con gái vua Rama III, em gái ruột của Kromma Muen Matayaphithak (ông ngoại vua Rama V). Bản thân vua Rama V rất tôn trọng bà vì bà đã nuôi dưỡng ông từ nhỏ sau khi mẹ ông qua đời. Khi bà mất, ông đã cho cử hành tang nghi của bà theo lễ của bậc Vương mẫu.

- Krom Phraya Devawongse Varopakarn: Phra Ong Chao Devan Udayawongse, con trai vua Rama IV, anh trai ruột của ba bà vương thê bậc cao thời Rama V (Sunanda Kumariratana, Savang Vadhana và Saovabha Phongsri).

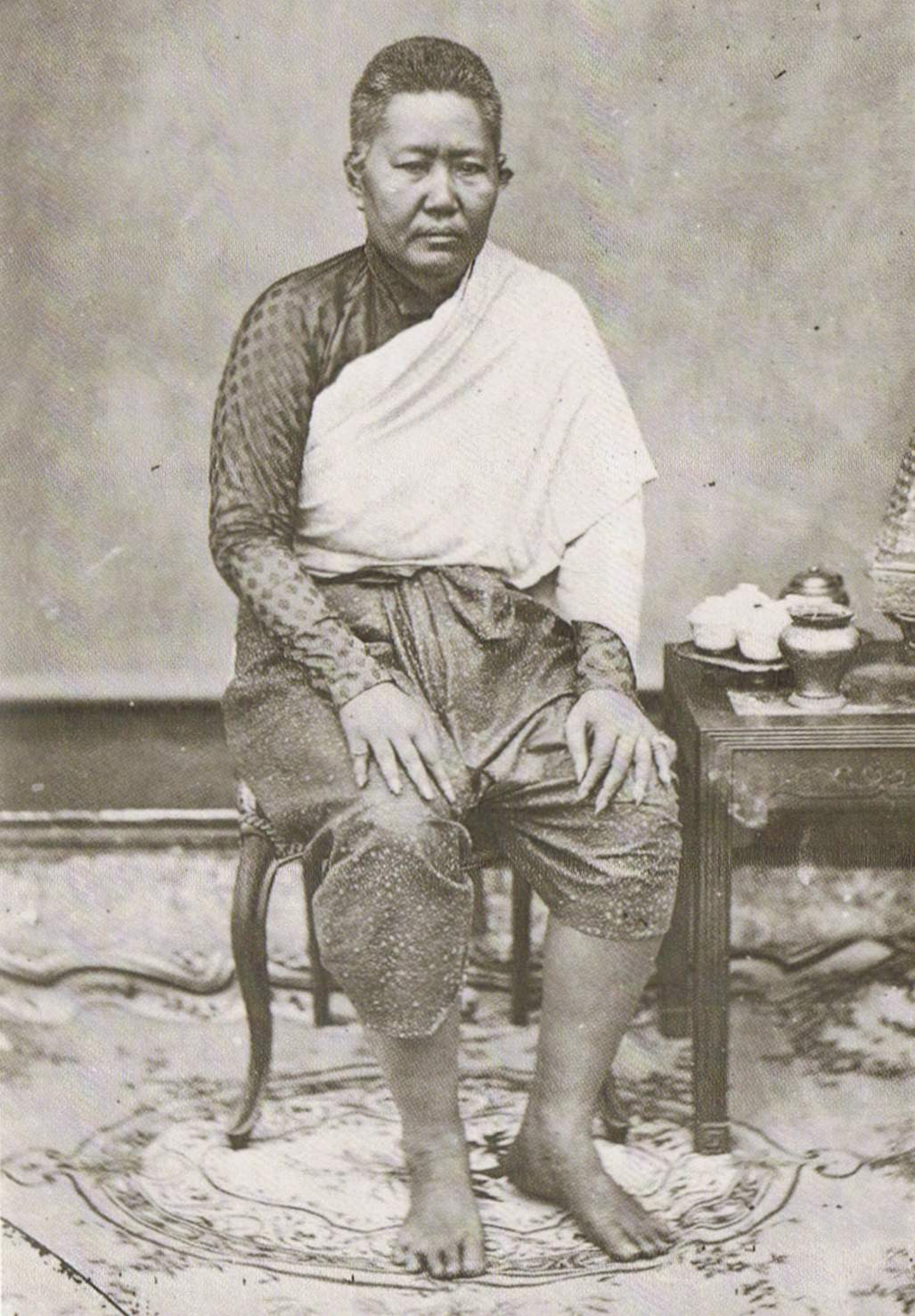
Krom Phraya Sudaratana Rajaprayoon
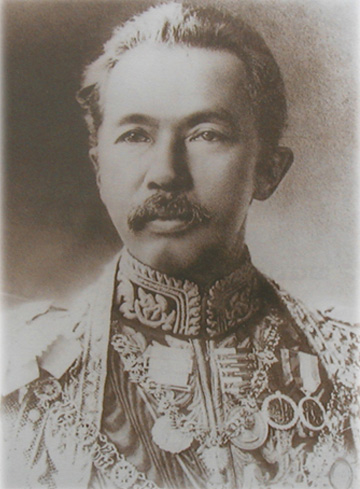
Krom Phraya Damrong Rajanubhab
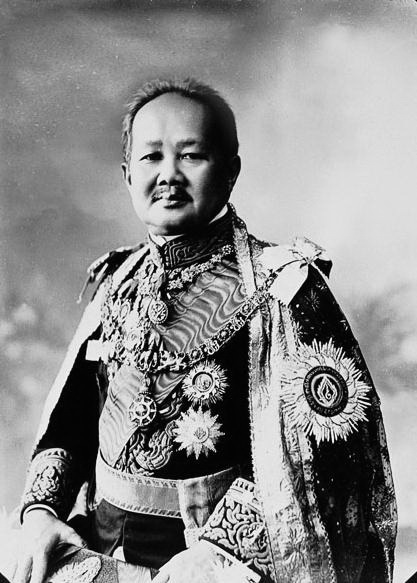
Krom Phraya Devawongse Varopakarn
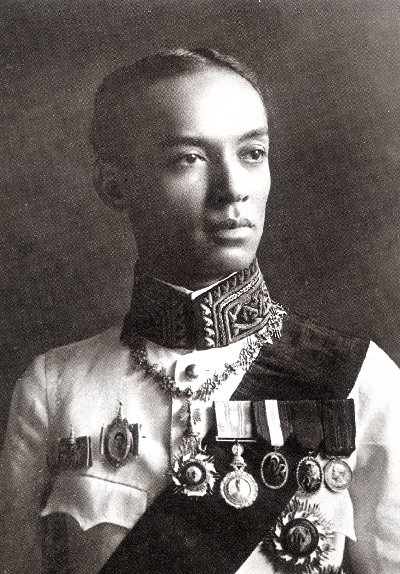
Krom Phraya Chai Nat Narendon

### Krom Phra (กรมพระ)
Những nhân vật từng được nhận cấp bậc này:
- Kromma Phra Nakhon Sawan Worapinich: Chao Pha Paribatra Sukhumbandhu, còn gọi "Chao Pha Wang Bang Khun Prom"[8] con trai vua Rama V, một nhân vật có tầm ảnh hưởng thời vua Rama VI và vua Rama VII. Sau Cách mạng Xiêm 1932, ông và gia quyến bị buộc phải sống lưu vong và qua đời tại Tây Java, Indonesia.

- Kromma Phra Chanthaburi Narunath: Phra Ong Chao Kitiyakara Voralaksana, con trai của vua Rama V. Ông là ông nội của Vương thái hậu Sirikit.

- Kromma Phra Srisudaratana: Chị gái của vua Rama I, mẹ của Chao Pha Bunrod (Somdet Phra Sri Suriyendra Boromma Rajini, vợ chính của vua Rama II)

- Kromma Phra Chakkrabatradipongse: Chao Pha Chaturonrasmi, con trai của vua Rama IV, em trai cùng mẹ của vua Rama V.

- Kromma Phra Svastivatana Visishtha: Phra Ong Chao Svasti Sobhana, con trai của vua Rama IV, em trai ruột của ba bà vương thê bậc cao thời Rama V (Sunanda Kumariratana, Savang Vadhana và Saovabha Phongsri) đồng thời là cha của Vương hậu Rambhai Barni (vợ vua Rama VII).

- Kromma Phra Suddhasininat Piyamaharaj Padivaradda: Phra Ong Chao Saisavali Bhiromya (nhũ danh Mom Chao Sai Ladavalya), vương phi của vua Rama V. Vốn bà được vua Rama V ban tước hiệu Kromma Khun, tước hiệu Kromma Phra là do vua Rama VII về sau nâng lên.

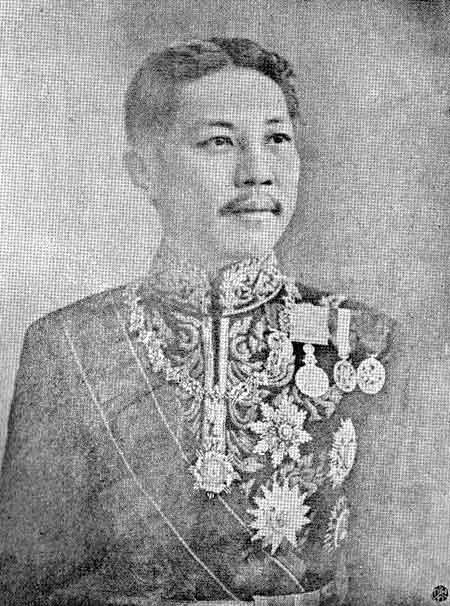
Kromma Phra Chanthaburi Narunath
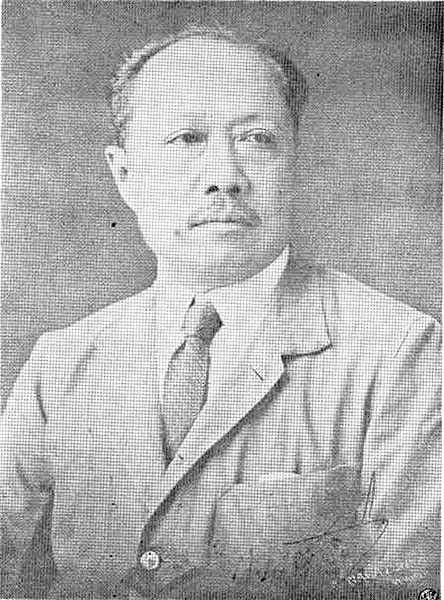
Kromma Phra Svastivatana Visishtha
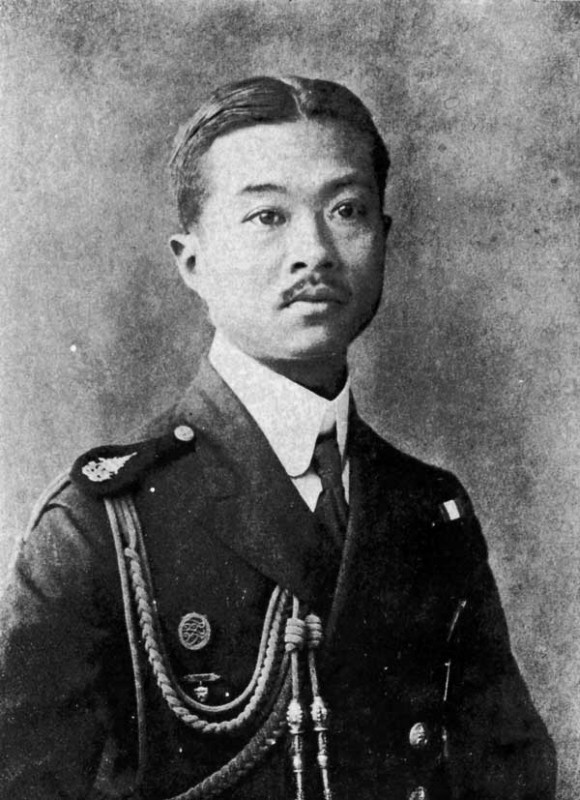
Kromma Phra Nakhon Sawan Worapinich

### Krom Luang (กรมหลวง)
Những nhân vật từng được nhận cấp bậc này:
- Kromma Luang Wisutthikasatri: Chao Pha Chandrmondol Sobhon Bhagiawati, con gái vua Rama IV, em gái cùng mẹ vua Rama V. Nguyên mẫu của nhân vật Princess Fah-Ying trong bộ phim "Anna and the King" năm 1997. Bà mắc bệnh tả và qua đời khi mới 8 tuổi, tước hiệu được truy tặng sau khi anh trai bà lên ngôi vua năm 1867.
- Kromma Luang Sri Rattanakosin: Chao Pha Suddha Dibyaratana, vương nữ đích xuất lớn nhất của vua Rama V. Sau khi vua cha qua đời, bà sống cùng mẹ và em trai là Chao Pha Paribatra Sukhumbandhu tại cung điện Bang Khum Phrom, nơi được ban làm tư dinh của em trai bà. Bà mắc nhiều bệnh và mất vào năm 1922, trước mẹ cùng em trai mình vì bệnh lao phổi, lúc 44 tuổi.

- Kromma Luang Chumphon Khet Udomsak: Phra Ong Chao Abhkara Kiartivongse, con trai vua Rama V, cha đẻ, người thành lập Hải quân Hoàng gia Thái Lan.

- Kromma Luang Phitsanulok Prachanath: Chao Pha Chakrabongse Bhuvanath, con trai vua Rama V, em trai và cũng là trữ quân lâm thời (Heir Presumptive) của vua Rama VI.

- Kromma Luang Lopburi Ramet: Chao Pha Yugala Dighambara, con trai vua Rama V. Con trai út của ông, Phra Ong Chao Anusorn Mongkolkarn (thường gọi "Phra Ong Chai Lek") và cháu trai, Mom Chao Chatrichalerm Yukol (thường gọi "Thanchai Mui") là những nhân vật có tầm trong giới làm phim Thái Lan. Đặc biệt, Thanchai Mui cháu ông là đạo diễn của các bộ phim sử thi Thái Lan nổi tiếng như "The Legend of Suriyothai" hay chuỗi phim "King Naresuan", được chính Vương hậu Sirikit đứng ra hỗ trợ.

- Kromma Luang Phetchaburi Rajasirindorn: Chao Pha Valaya Alongkorn, con gái vua Rama V, chị gái cùng mẹ của Chao Pha Mahidol Adulyadej (cha của vua Rama VIII và Rama IX).

- Kromma Luang Songkla Nakharin: Chao Pha Mahidol Adulyadej, con trai vua Rama V, cha của hai vua Thái: Rama VIII và Rama IX.

- Kromma Luang Sukkhothai Thammaracha: Tước vị của vua Rama VII trước khi lên ngôi.

- Kromma Luang Rak Ronnaret: Nguyên là Phra Ong Chao Kraisorn, con trai vua Rama I. Dưới thời cháu là vua Rama III, ông bị kết tội vì hành xử ngông cuồng và có quan hệ bất chính với các nam diễn viên trong đoàn kịch Khon của ông. Cuối cùng, ông bị lột hết tước vị và xử tử bằng cách đánh bằng gậy gỗ đàn hương (một phương thức xử tử dành riêng cho người thuộc vương thất), con cháu ông lẫn bản thân bị giáng từ Mom Chao xuống thành hàng Mom, gọi Mom Kraisorn.

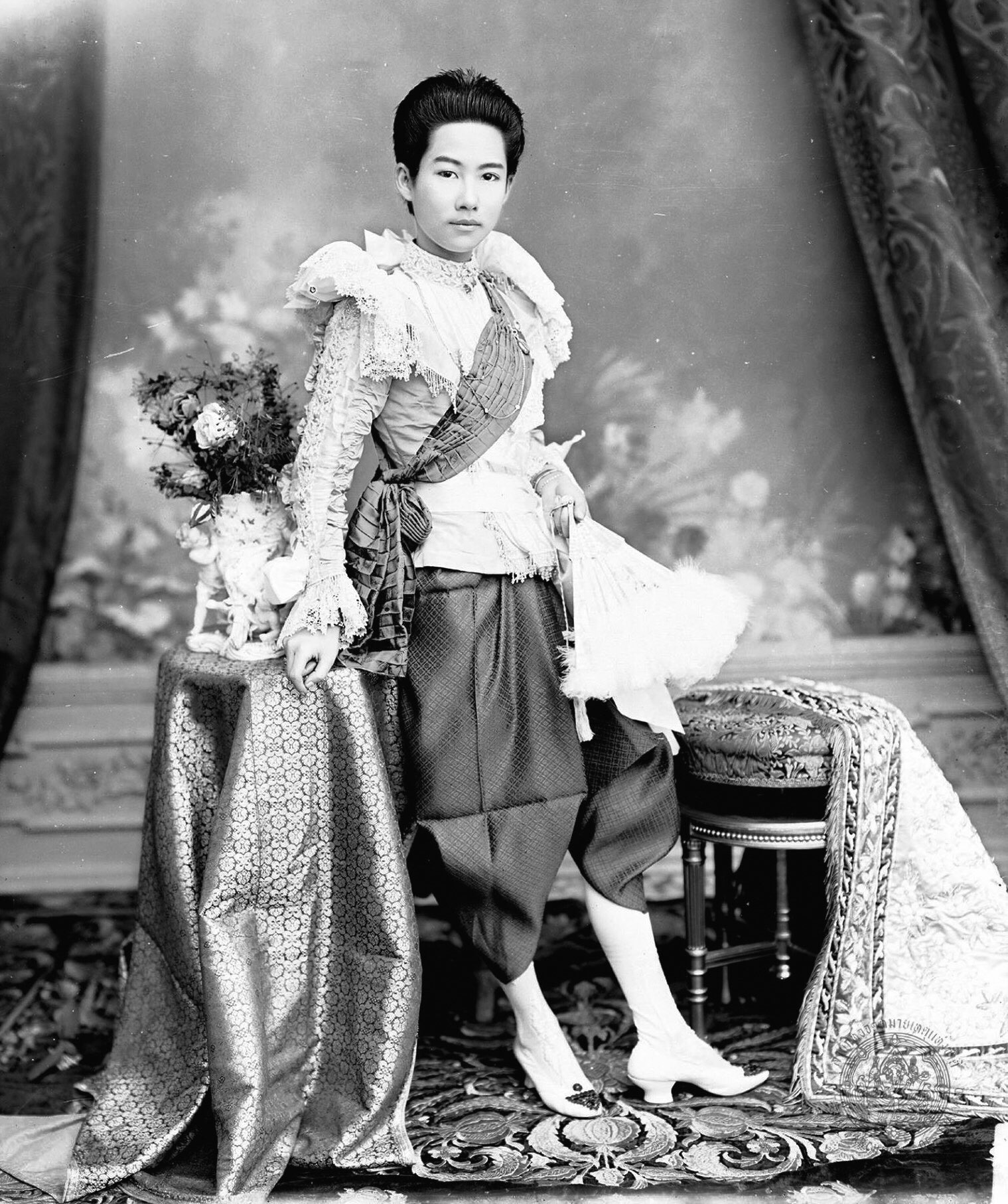
Kromma Luang Sri Rattanakosin
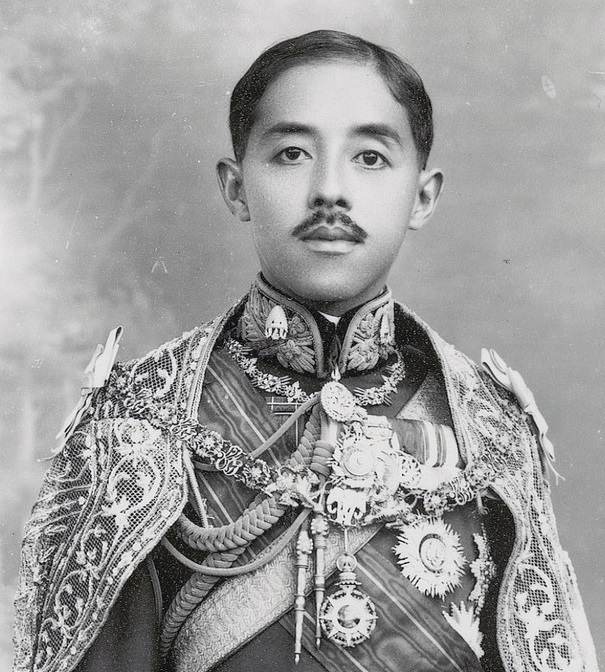
Kromma Luang Phitsanulok Prachanath
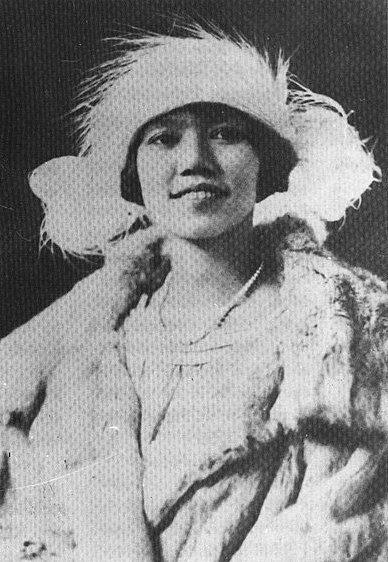
Kromma Luang Phetchaburi Rajasirindorn

### Krom Khun (กรมขุน)
Đây là cấp bậc cơ bản mà một thành viên vương thất thuộc hàng Chao Pha được nhận.
Những nhân vật từng được nhận cấp bậc này:
- Kromma Khun Srisunthon: Chao Pha Pikulthong, con gái của phó vương (Maha Uparaj) Maha Sura Singhanat với chính thất Chao Sri Anocha. Một trong hai vị Chao Pha Wang Na (Đích tử/nữ Tiền cung) duy nhất của vương quốc Rattanakosin (Người còn lại là Chao Pha Isarapong, con trai duy nhất của phó vương Maha Sakdiphonlasep với chính thất Phra Ong Chao Daravadee).
- Kromma Khun Phinit Prachanat: Tước vị của vua Rama V trước khi lên ngôi.
- Kromma Khun Khattiyakanlaya: Chao Pha Kannika Kaew, con gái vua Rama IV. Bà và em trai cùng mẹ là Chao Pha Chitcharoen được anh trai, vua Rama V ra chỉ dụ nâng từ hàng Phra Ong Chao thành Chao Pha do mẹ hai người, Phra Ong Chao Phannarai là em gái cùng cha khác mẹ của Krom Somdet Phra Debsirindra (mẹ sinh vua Rama V). Tước hiệu này được ban sau khi bà qua đời.

- Kromma Khun Debdvaravati: Tước vị của vua Rama VI trước khi được lập làm Thái tử Xiêm.

- Kromma Khun Suphan Bhakvadi: Phra Ong Chao Srivilailaksana, con gái vua Rama V. Một trong hai người con được sinh ra trước khi vua Rama V lên ngôi (Người kia là Phra Ong Chao Phongprapai). Bà được vua cha yêu thương hết mực và đặc cách ban tước hiệu Kromma Khun vốn dành cho con của vương thê sinh ra (vì mẹ bà chỉ là một cung tần).

- Kromma Khun Uthongket Khattiyanari: Chao Pha Nibha Nobhadol, con gái vua Rama V. Bà là người con gái cuối cùng của vua Rama V được ban tước hiệu Krom. Sau cách mạng Xiêm, bà quyết định rời Xiêm quốc để đến Tây Java, Indonesia và sống cùng gia đình người anh khác mẹ là Kromma Phra Nakhon Sawan Worapinich đến khi mất.

- Kromma Khun Akkavorarachakalaya: Phra Ong Chao Ubolratana Nariratana (nhũ danh Mom Chao Bua Ladavalya), vương phi của vua Rama IV.

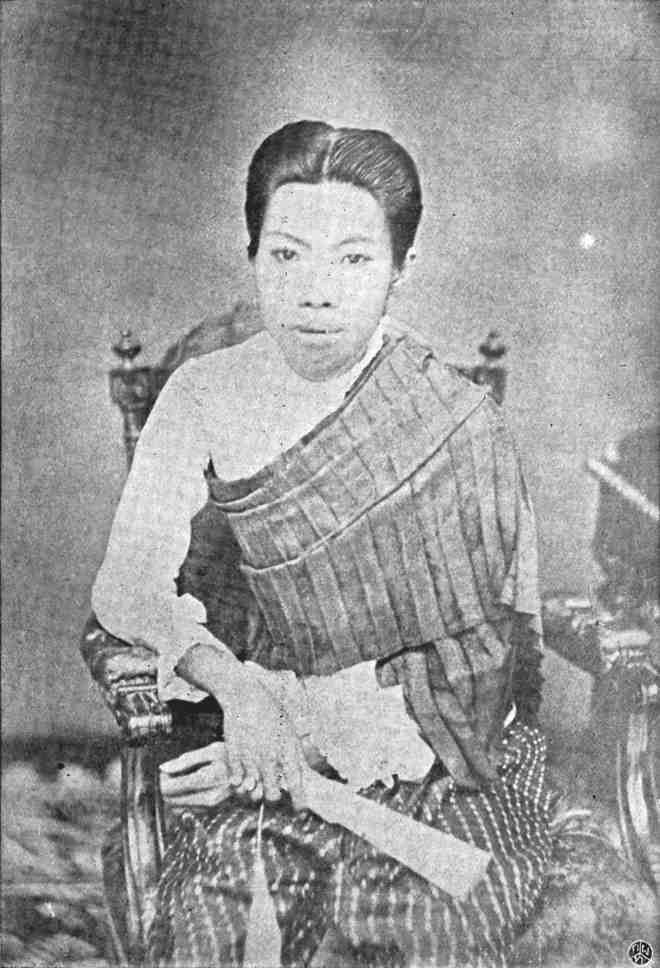
Kromma Khun Khattiyakanlaya
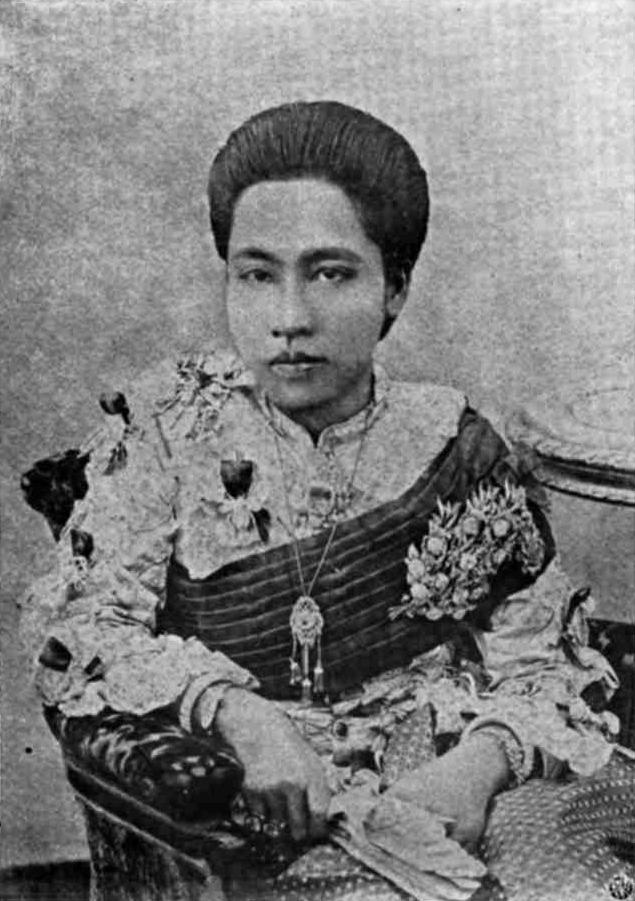
Kromma Khun Suphan Bhakvadi
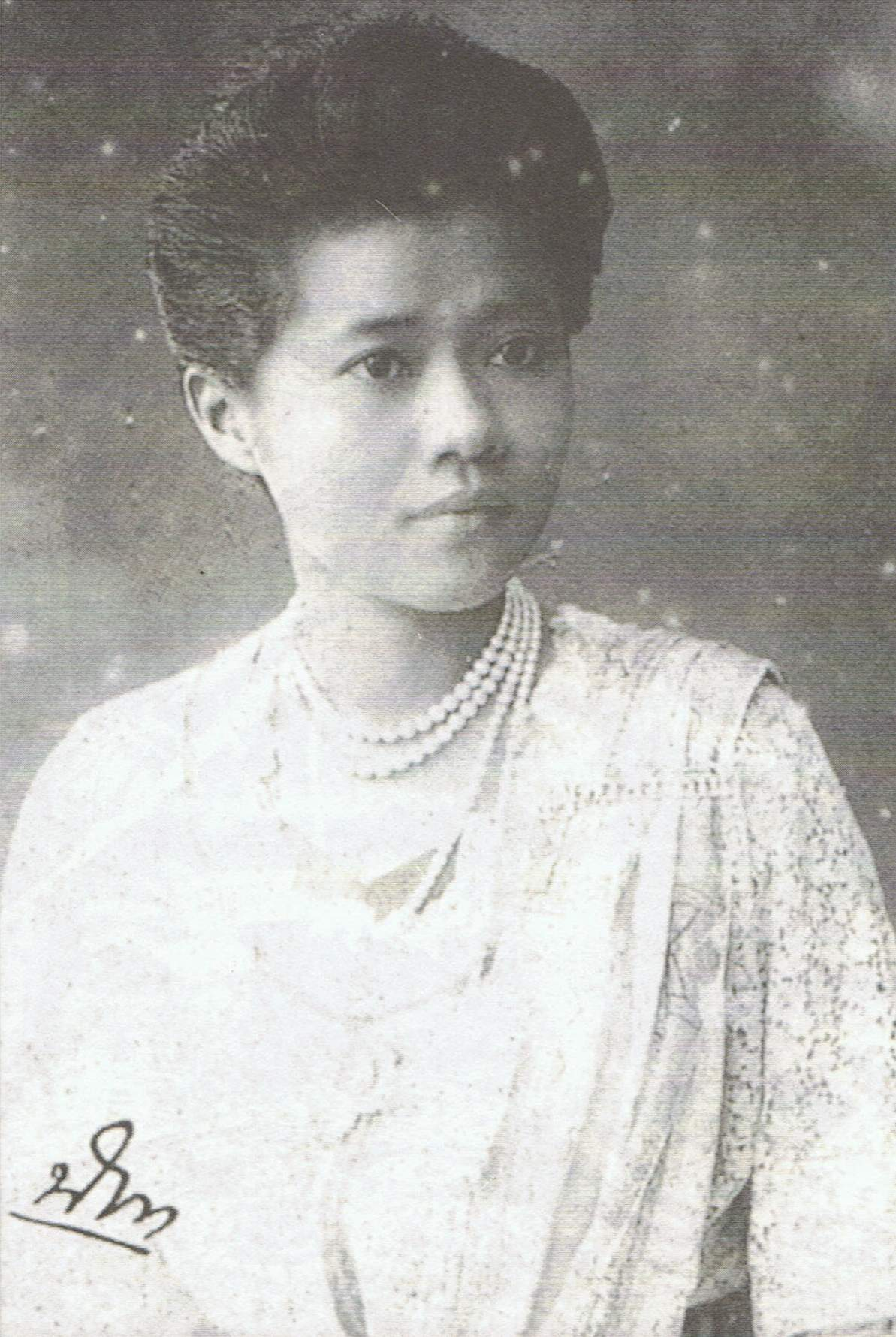
Kromma Khun Uthongket Khattiyanari

### Krom Muen (กรมหมื่น)
Đây là cấp bậc cơ bản mà một thành viên vương thất thuộc hàng Phra Ong Chao được nhận.
Những nhân vật từng được nhận cấp bậc này:
- Kromma Muen Jessadabodin: Tước hiệu của vua Rama III trước khi lên ngôi.
- Kromma Muen Apsarasudathep: Phra Ong Chao Vilas, con gái vua Rama III. Bà là con gái thành niên lớn nhất, cũng là người con gái được ông yêu thương nhất.
- Kromma Muen Phichai Mahinthrodom: Phra Ong Chao Benbadhanabongse, con trai vua Rama V.

- Kromma Muen Suddhanarinatha: Phra Ong Chao Soamsawali, vợ đầu của vua Rama X khi ông còn là Thái tử. Sau khi hai người li dị năm 1991, bà được nhận danh hiệu "Phra Worarachathinatdamat" với tư cách là sinh mẫu của trưởng tôn nữ đức vua. Năm 2019, bà được nhận tước hiệu Kromma Muen bởi vua Rama X.

- Kromma Muen Chanthaburi Suranath: Nguyên là Mom Chao Nakkhatra Mangala Kitiyakara, con trưởng của Phra Ong Chao Kitiyakara Voralaksana, Kromma Phra Chanthaburi Narunath (con trai của vua Rama V). Ông là cha của Vương thái hậu Sirikit.

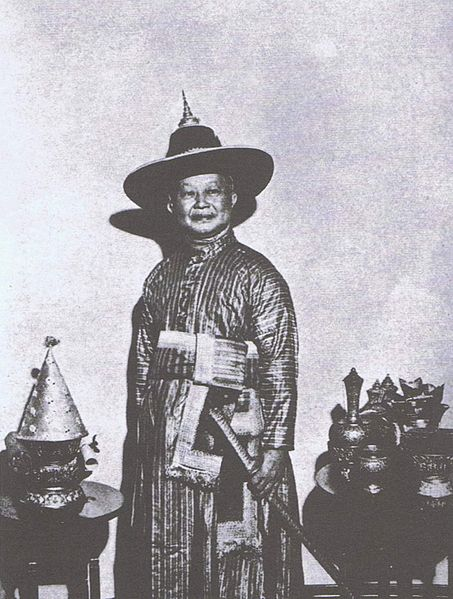
Kromma Muen Chanthaburi Suranath
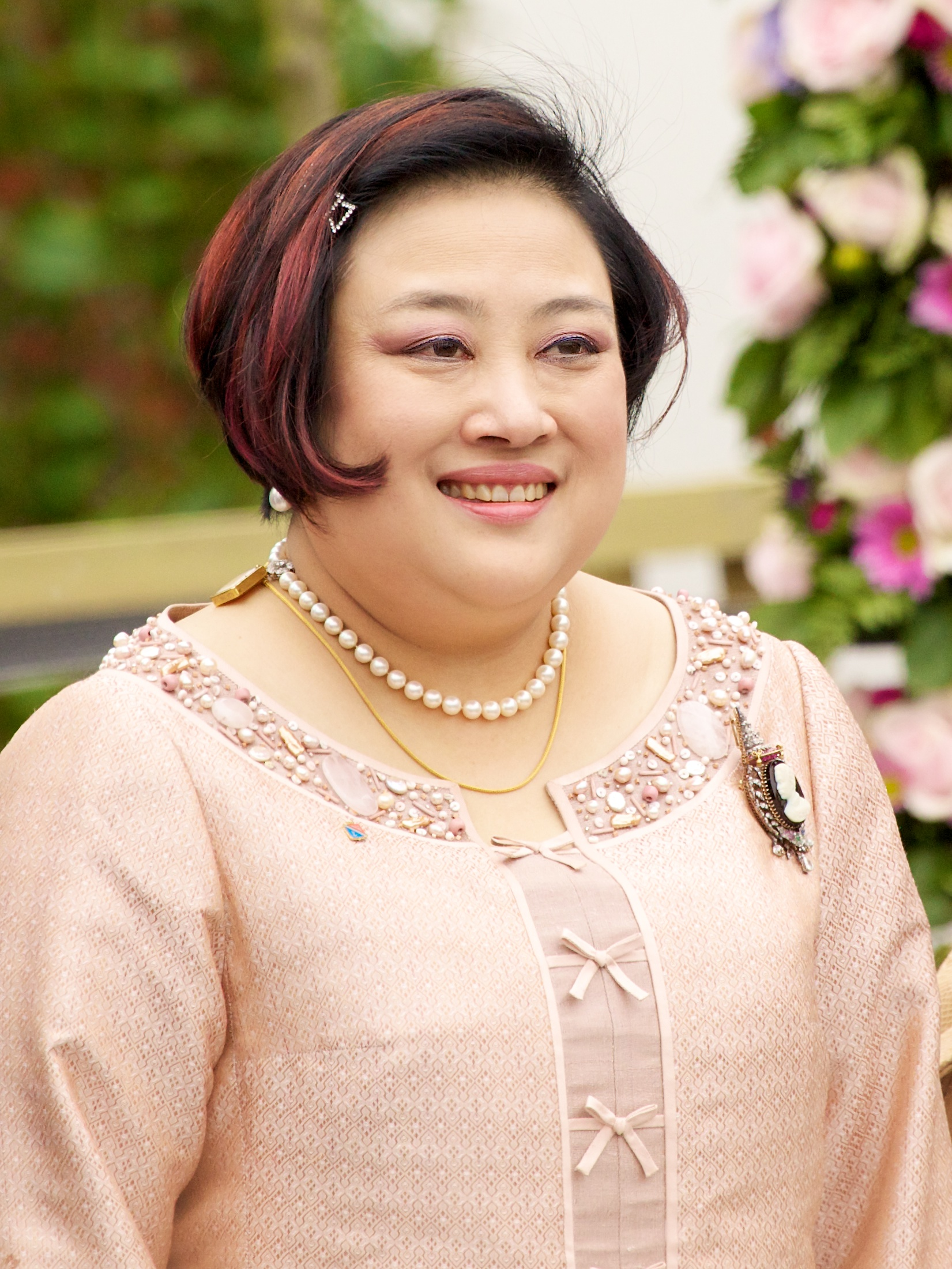
Kromma Muen Suddhanarinatha